# 이우
이우(李鍝, 1912년 11월 15일 ~ 1945년 8월 7일)는 대한제국의 초대 황제 고종의 두 번째 아들 의친왕 이강의 차남으로 대한제국 황실의 후예이다. 본관은 전주, 초명은 성길(成吉)이며, 아호는 염석(念石), 상운(尙雲)이다. 1917년에 흥선대원군의 장손이며 자신의 당숙인 이준용이 사망하자 그의 양자로 입적되어 운현궁의 4대 종주가 되었다. 운현궁을 상속한 후에 공위를 세습 받아 ‘이우공 전하’라는 공족의 칭호를 사용하였다. 사망 이후에 사시인 흥영군(興永君)에 추봉되었다.
일제강점기 조선 경기도 경성부 사동궁에서 태어나 일제 강요로 1933년 일본 육군사관학교 45기생에 입학하여, 1941년 일본 육군대학교 54기생으로 졸업하였다. 일제 강요로 일본 제국 육군에 입대하여 중좌 계급에 이르렀다. 일본 정부가 일본인과 결혼을 요구했지만, 조선인과 혼인하겠다고 저항하여 박영효의 서손녀 박찬주와 결혼하였다. 1945년 8월 6일에 일본 히로시마에서 원자 폭탄에 피폭되어 8월 7일에 히로시마시 니노시마 섬에서 32세로 요절하였다. 1945년 8월 15일에 경성운동장에서 장례식이 거행되었으며, 유해는 경기도 남양주시 화도읍 창현리의 운현궁 가족 묘지에 안장하였다.

## 생애

### 운현궁 계승
이우는 1912년 11월 15일 오전 6시에 일제 강점기 조선 경기도 경성부 중부 관인방 사동궁에서 조선의 제26대 왕이자 대한제국의 초대 황제 고종의 둘째 아들 의친왕 이강의 차남으로 태어났으며, 생모는 의친왕의 측실 수인당 김흥인(修仁堂 金興人)이다. 1917년 3월 22일에 흥선대원군 이하응의 장손 이준용이 사망하자 이우는 5월 28일에 당숙 이준용의 양자로 입적되어 운현궁의 재산과 칭호를 상속하였다. 이준용은 자녀로 소실 전순혁(全順爀)에게서 얻은 서녀 이진완만이 있었고 남자 상속자가 없었기 때문에 1917년 3월 23일에 덕수궁에서 열린 친족회의에서 고종의 뜻에 따라 의친왕의 차남 이우를 양자로 결정하였다. 같은 해 5월 28일에는 상속을 승인하는 다이쇼 천황의 특지가 일본 궁내성 고시 제8호로 발표되었으며, 8월 4일에는 재산 관리와 보육의 후견인으로 이준공비 광산 김씨(光山 金氏)와 이왕직 장관이 선임되었다.
이준용은 1912년에 사망한 아버지 이재면의 뒤를 이어 ‘공’(公)의 지위를 갖고 있었기 때문에 이우는 운현궁의 상속자로 결정되자 공위를 세습 받아 한정된 범위의 왕공족에게만 사용되던 ‘전하’(殿下)의 경칭을 받게 되었다. 당시 조선에서 공의 지위에 있었던 인물은 이강과 이우 밖에 없었다. 이우의 신분인 공족의 공은 1910년에 한일 병합 조약이 체결된 이후 일본 제국 정부가 대한제국 황실을 규율하기 위해 새롭게 창출한 신분이다. 공은 오등작의 일종인 일본 화족과 조선귀족의 공작과는 다른 개념으로 서열상 일본 황족과 왕족 아래에 위치하지만 화족과 조선귀족보다는 높은 지위이며, 일본 황족에 편입된 신분은 아니지만 병합 당시 공포된 메이지 천황의 조서에 따라 황족에 준하는 예우를 받았다.

### 일본 유학과 입대

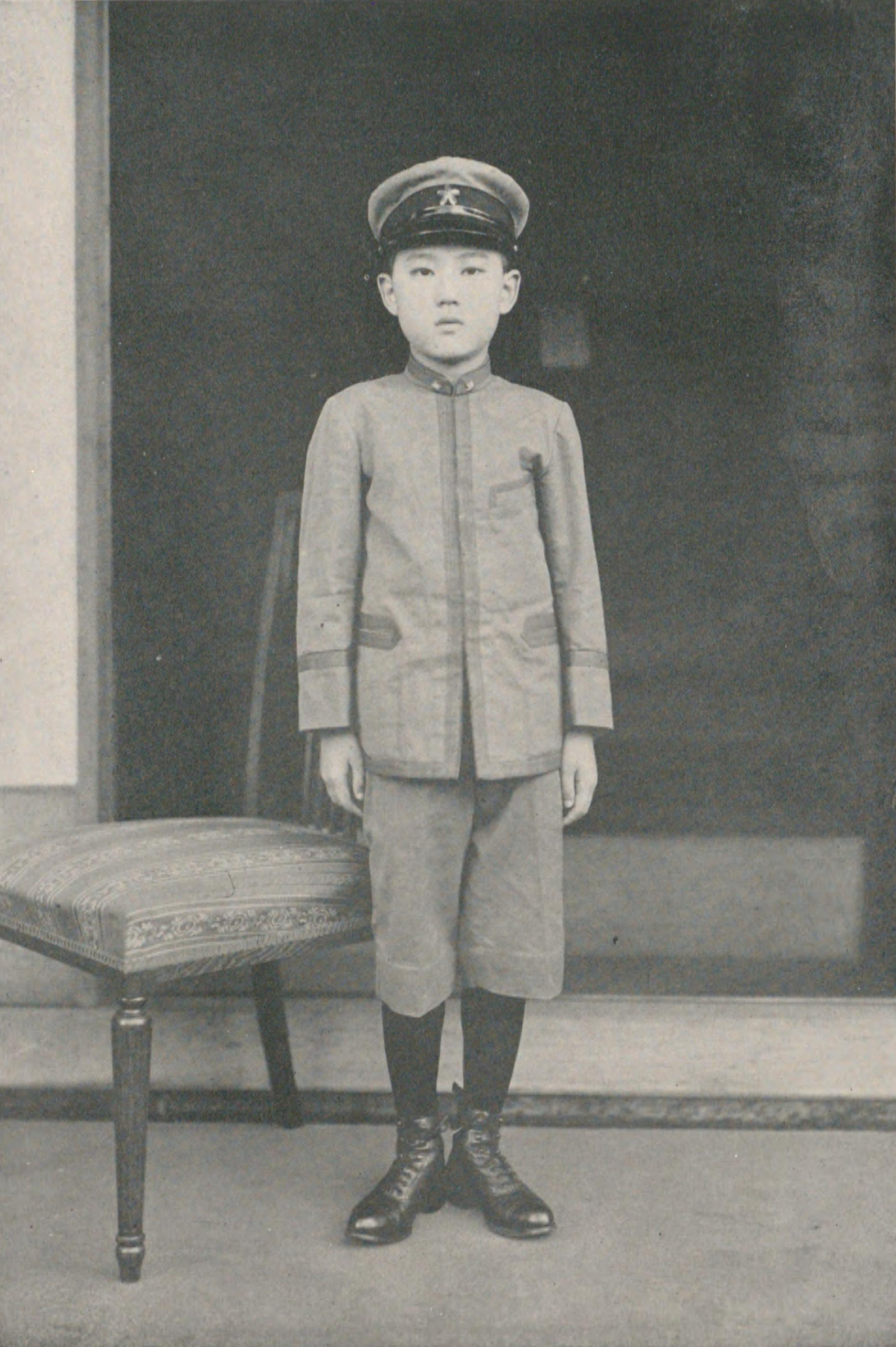
이우 (1922년경)

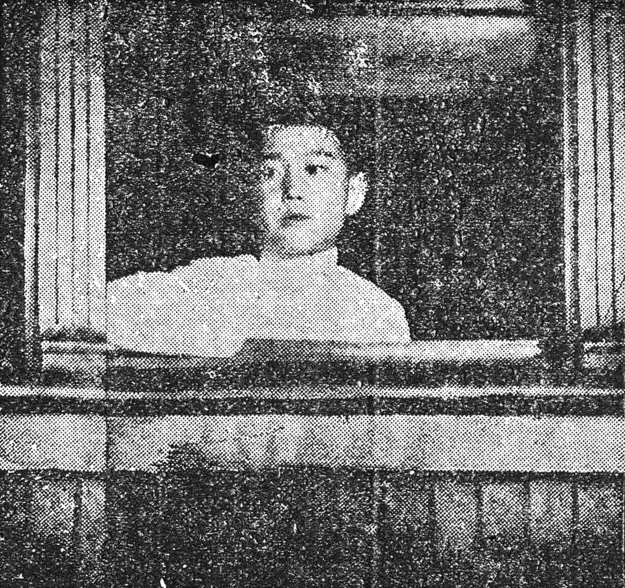
남대문 정거장에서 출발 장면
(1922년 7월 5일)

1915년에 경성유치원에 입학하여 1918년 3월 28일에 졸업하였다. 일본에서 일시 귀국한 영친왕 이은이 1918년 1월 25일에 경성유치원을 방문하였을 때 이우는 영친왕 앞에서 ‘매화와 꾀꼬리’라는 창가를 불렀다. 1919년 1월 21일에 고종이 승하하자 150일 동안 복상(服喪)을 하였다. 같은 해 4월에 경성종로공립심상고등소학교에 입학하였다. 1922년 봄에 종로소학교에서 심상과 3학년 과정을 마치고, 같은 해 7월 5일에 유학 명분으로 일본으로 보내져 학습원 초등과 4학년에 편입하였다. 같은 해 7월 22일에 여름 휴가를 이유로 조선으로 귀환하면서 오사카역을 통과하게 되었는데 오사카의 조선인들이 이우를 둘러싸고 일을 모의한다는 소문이 돌아 오사카 소네자키(曾根崎) 경찰서에서 다수의 조선인을 검속하였다.
이우는 일본 도쿄에서 체류하면서 거주하기 위한 부동산을 구입하였으며 운현궁 도쿄 별저로 불렸다. 별저는 도쿄부 도요타마 군 시부야 정 오아자시타시부야(大字下澁谷) 아자도키와마쓰(字常磐松) 321번지(1932년 시군병합으로 도쿄시 시부야구 도키와마쓰 정 101번지로 개편)에 있었다. 저택은 궁내성 내장료(內匠寮) 기사에 의하여 설계되었고, 1925년에 완공되었다. 내전과 외전으로 구분되었고, 포틀랜드 시멘트 반죽과 회반죽으로 마감한 브라운색이 도는 회색빛의 서양식 2층 건물이었다.

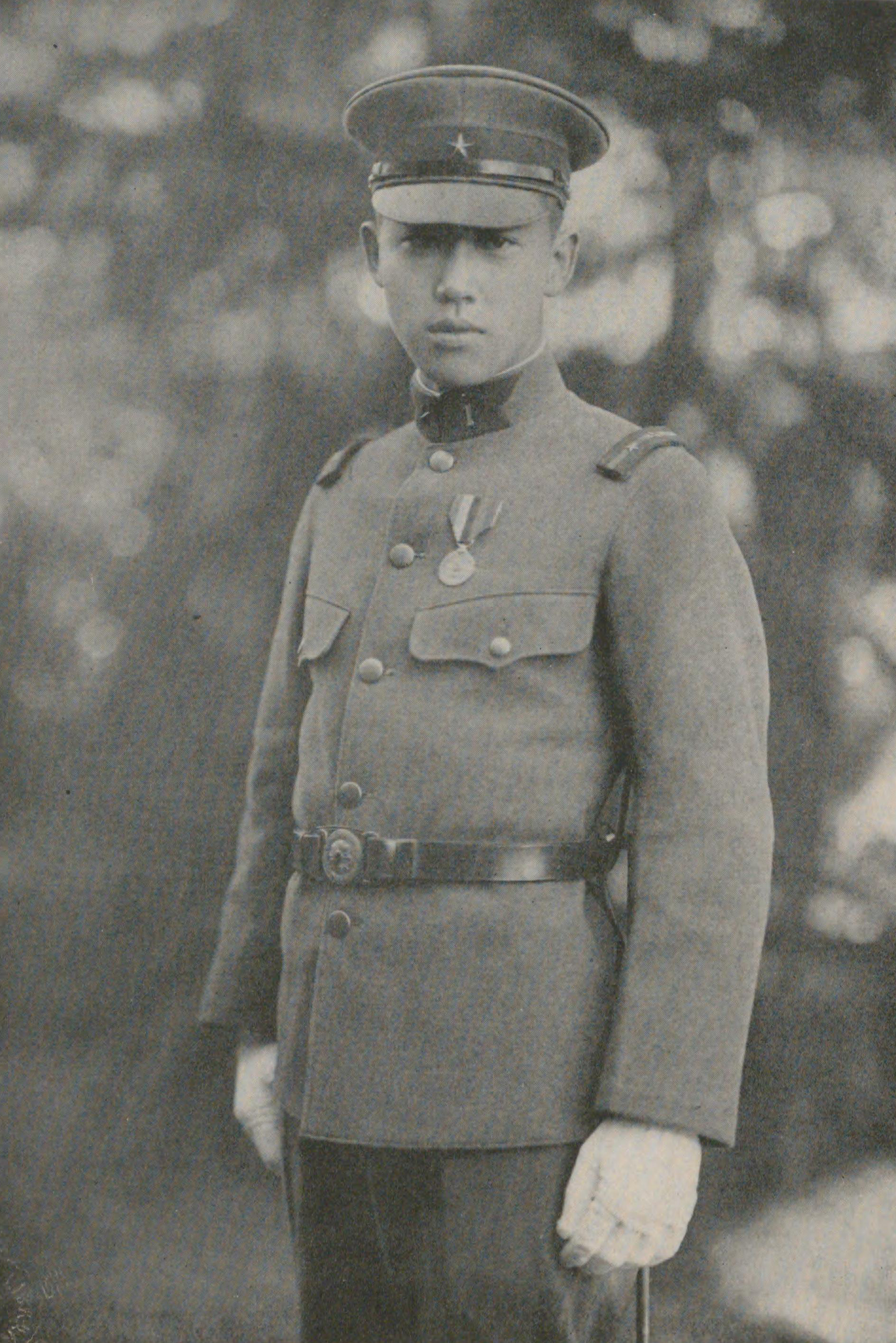
이우 (1933년경)

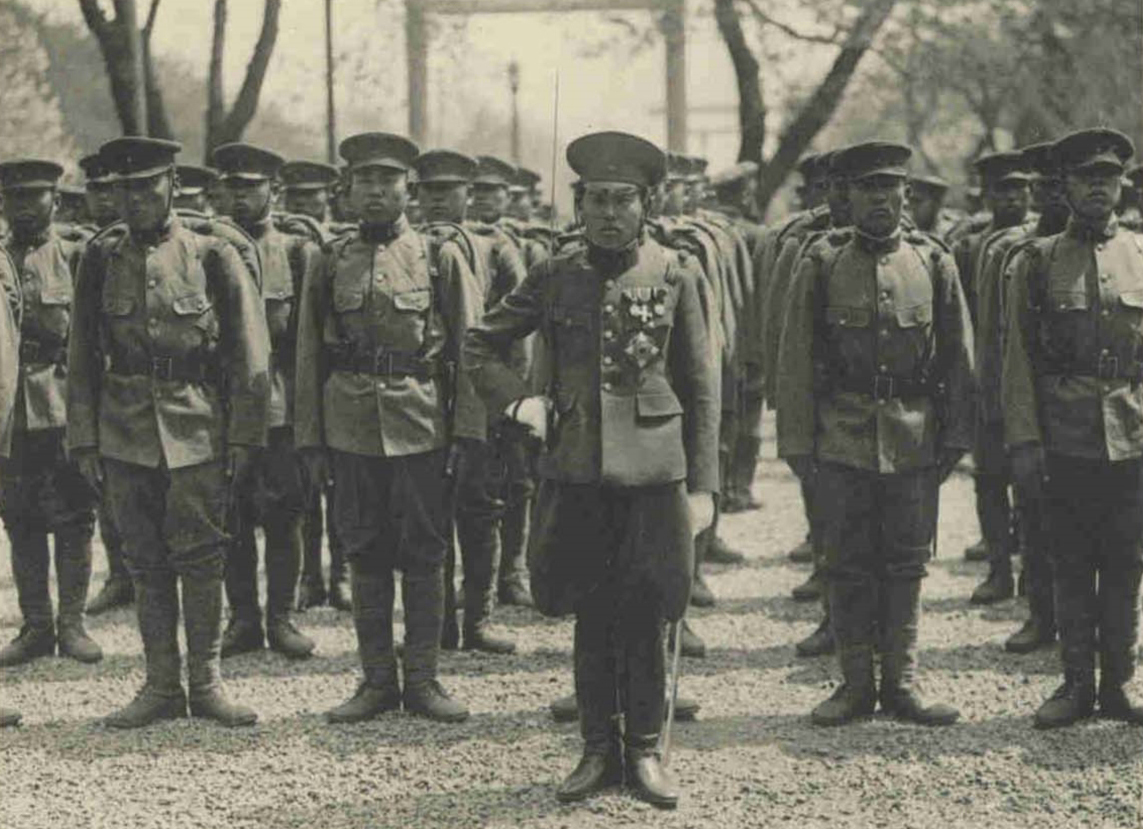
이우 (1934년 4월)

순종이 승하하자 1926년 4월 26일에 장례식을 집행하는 종척집사(宗戚執事)로 임명되었고, 5월 10일에 순종의 능을 천릉할 때에도 종척집사로 임명되었다.
한일 병합 이후 대한제국 황실을 규율하기 위하여 1926년 12월 1일에 일본 황실령 제17호로 제정·공포되었던 《왕공가궤범》(王公家軌範) 제59조에 따르면 왕·왕세자·왕세손·공은 만18세에 달한 후 육군이나 해군 무관으로 임관하여야 하는 의무가 강제되었다. 학습원 중등과를 졸업한 이우는 1926년 4월에 육군유년학교 30기생으로 입교하여 1929년 3월 18일에 졸업하였다. 1929년 4월에 일본 육군사관학교 제45기생으로 예과에 입교하였다. 1931년 3월 18일에 육군사관학교 예과를 졸업하고, 사관후보생으로 임명을 받아 도쿄 야포병 제1연대에 배치되어 근무하다가 같은 해 10월 본과에 입교하였다. 1932년 11월에 성년이 되어 이왕직 장관이 맡았던 후견인 업무는 종료되었고, 도쿄와 경성 운현궁 노안당에서 관례식을 올렸으며, 조선호텔에서 피로연을 열었다. 1933년 7월 11일에 육군사관학교를 졸업하였고, 같은 해 10월 25일에 포병 소위로 임관하면서 근위 포병 제1연대에 배속되었다. 야전포병학교를 수료하고, 1934년 12월에 육군포공학교 보통과에 입학하였으며, 1935년 10월에 포병 중위로 진급하였다. 1936년 8월 1일에 도쿄 야전중포병 제8연대로 배속되었고, 같은 해 11월에는 육군포공학교 고등과를 졸업하면서 본래 부대로 복귀하였다. 1938년 3월 1일에 포병 대위로 진급하여 야전포병학교 교관이 되었으며, 교도연대 중대장을 겸임하였다.
1938년경에 여성운동가이자 교육자 황신덕이 운현궁에 교육사업을 위하여 이우가 소유한 경성부 서대문구 죽첨정 일대(현재 강북삼성병원 영안실 부지)의 부동산을 하사해줄 수 있는지 문의하였고, 이우는 이를 흔쾌히 승낙하였다. 1940년 10월 10일에 황신덕은 하사받은 부동산에다가 경성가정여숙(현재 중앙여자고등학교)을 설립하였고, 이와 같은 인연으로 광복 이후 1950년 4월 28일에는 이우의 부인 박찬주가 재단법인 추계학원의 초대 이사장으로 취임하였다.
1938년 12월 27일에 일본 육군대학교 제54기생으로 입교하여 1941년 7월 31일에 육군대학교를 졸업하였다. 일제 강점기에 육군대학교를 졸업한 조선인은 이우를 포함하여 영친왕 이은, 이건, 홍사익 뿐이었다. 1940년에 3개월 동안 중국 전선을 시찰하고 9월 26일에 일본 후쿠오카로 귀환하였다. 같은 해 11월에는 육군대학생의 자격으로 중부 제37부대에 소속되어 교토 사단 추계 연습에 참가하였다. 1941년에 조선군사령부에 배속되었고, 같은 해 10월 15일에 소좌로 진급하였다. 태평양 전쟁이 발발하자 1942년 3월에 육군대학교 연구부 부원으로 전보되어서 5월에는 각 전선을 시찰하였다. 1944년 3월에 중국 산시성 타이위안으로 전출되어 북지나 방면군 제1사령부 참모 장교로 근무하였다. 타이위안에서 근무하던 시기에 타이항산 유격대를 지원하였다는 주장이 제기되고 있으나 현재 사료적 근거나 정황 증거는 남아 있지 않다. 타이항산에서 활동하던 조선의용군은 이우가 중국으로 전출되어 오기 전에 이미 중국 공산당에 의해서 1943년 12월부터 1944년 3월까지 옌안으로 이동을 완료한 후였다.

### 결혼

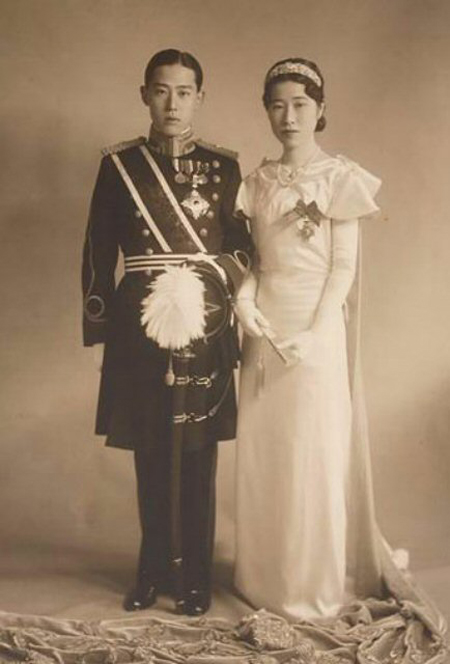
이우와 박찬주 (1935년)

일본인과 결혼을 강요하던 일본 궁내성과 이왕직의 반대에도 불구하고 의친왕과 박영효의 지원을 받아 박영효의 둘째 서자 박일서(朴日緖)의 딸 박찬주와 1935년에 결혼하였다.
일본 궁내성과 조선총독부는 대한제국 황실의 자녀를 일본 황족 또는 화족의 자녀와 결혼시켜 혼인 관계를 형성하려 하였다. 이와 같은 목적으로 《왕공가궤범》 제119조에 따르면 왕공족의 혼인은 일본 천황의 칙허를 통해서만 인정되었다. 영친왕, 덕혜옹주, 이건의 혼인과 같이 일본인과의 정략 결혼이 추진되어 궁내성에서는 백작 야나기사와 야스쓰구의 딸을 이우의 배우자로 내정해 놓고 있었다. 야나기사와는 이우의 이복형 이건의 장인 해군 대좌 마쓰다이라 유타카와 동서가 되었으며, 이우의 숙부 영친왕의 장인 나시모토노미야 모리마사와도 동서 사이였다. 모두 옛 사가 번의 다이묘였던 후작 나베시마 나오히로의 사위들로 궁내성의 계획대로 된다면 왕공족 남자 전부는 나베시마의 외손주 사위가 되는 셈이었다.
의친왕은 아들이 일본인과 결혼하는 것을 원하지 않았고 이우도 조선인과의 결혼을 고집하였다. 일본인 신부를 거부하기 위한 방안을 모색하던 중에 의친왕과 긴밀한 관계였던 박영효의 서손녀 박찬주가 이우의 배우자로 물망에 오르고 혼약이 이루어졌다. 이우의 양모 광산 김씨는 박영효가 내무대신으로 재임하던 1895년에 법무협판 김학우 암살과 모반 혐의로 양부 이준용을 죽이려 하였기 때문에 박찬주를 못마땅하게 여겼다. 이우는 박찬주에게 사주단자와 약혼반지를 보낸 후에 당시 이왕직 장관 한창수에게는 혼약이 성립되었다고 일방적으로 통고하였다. 왕공족의 사무를 관장하던 이왕직은 박찬주와의 혼약이 천황의 칙허없이 진행되었다고 반발하며 일본 황족과 결혼하라는 압력을 행사하였다.
하지만 이우의 조선인과 결혼하겠다는 저항과 박영효의 일본 정계를 상대로 벌인 로비의 결과로 일본 궁내성과 이왕직은 이우와 박찬주의 혼약을 인정하게 된다. 박영효는 일단 혼약이 철회된 것처럼 해놓고, 직접 도쿄에 가서 귀족원 칙선 의원이자 조선총독부 중추원 부의장이라는 직책과 인맥을 활용하여 추밀원, 귀족원, 궁내성에 공작을 벌였다. 결국, 1934년 7월 11일에 궁내성 종질료(宗秩寮)에서 약혼을 인정하는 담화를 발표하였고, 1935년 4월 17일에는 혼인을 인정하는 쇼와 천황의 칙허가 발표되었다. 1935년 5월 3일에 이우와 박찬주는 도쿄 별저에서 결혼식을 올렸으며, 같은 해 6월 28일에 경성으로 돌아와 종묘와 능원을 참배하고 조선호텔과 운현궁에서 피로연을 열었다. 한편, 1936년 4월 23일에 장남 이청(李淸)이 도쿄 별저에서 태어났고, 1940년 11월 9일에는 차남 이종(李淙)이 도쿄 별저에서 태어났다.

## 죽음

### 피폭과 사망

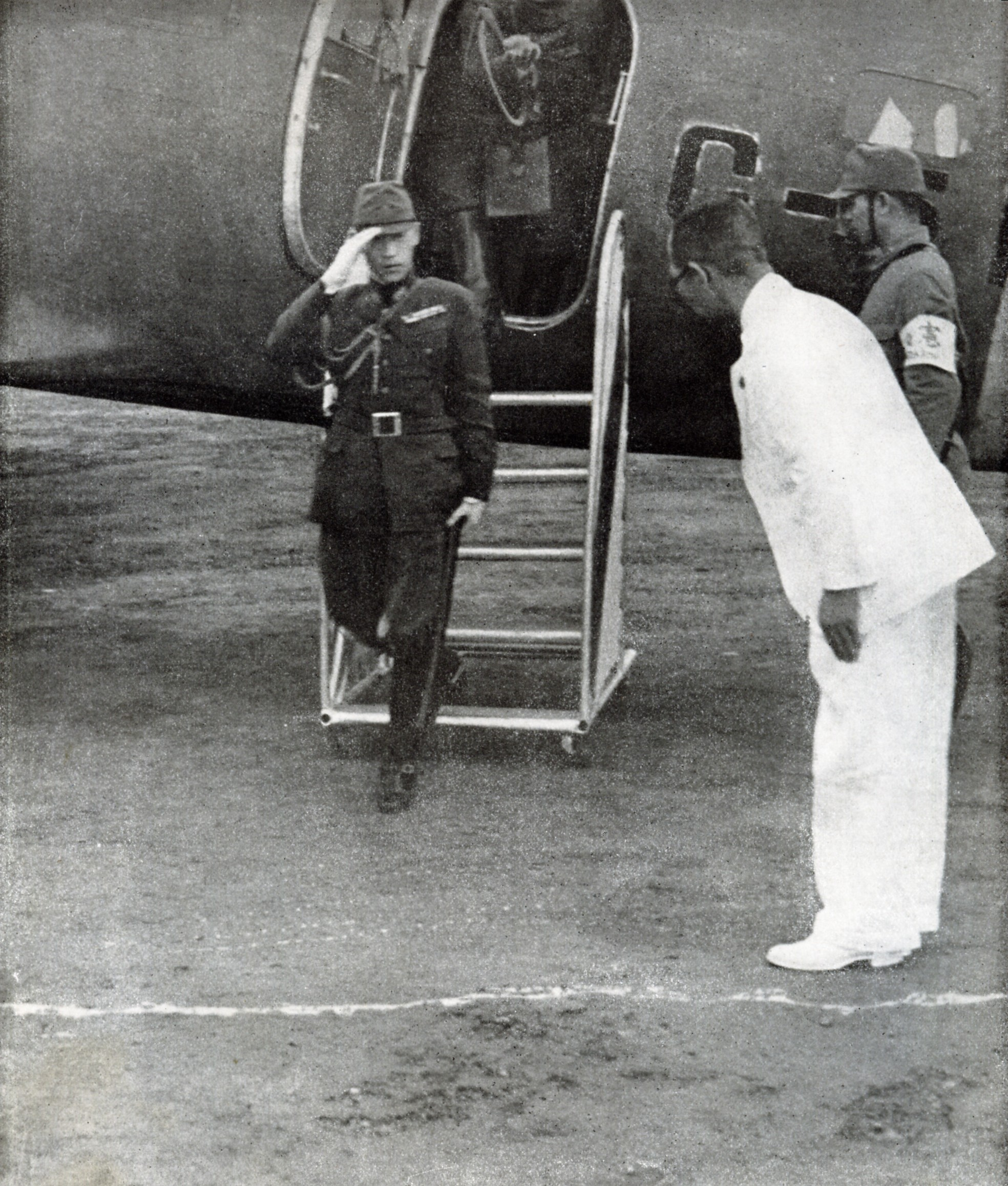
필리핀 시찰 (1943년 6월)

1945년 6월 10일에 중좌로 진급되었으며 본토결전을 위하여 일본으로 전출하라는 명령을 받는다. 이우는 일본으로 가지 않고 운현궁에 머물며 전역을 신청하기도 하고 조선에 배속시켜 달라고 청원을 넣기도 하였지만 모두 거절당하였다. 운현궁에 머무는 한 달 동안 윤원선, 김을한 등을 만나 “일본의 패전은 기정사실이며 한국이 독립되는 것은 시간문제다. 그런데 미국뿐만 아니라 소련도 가만있지 않을 테니 해방 후의 뒷수습이 큰 문제다”라고 걱정하면서 이제 군복을 벗고 운현궁에 있고 싶은데 마음대로 안 된다는 이야기를 하였다고 한다. 그리고 이우의 둘째 여동생 이해원은 이우가 히로시마로 전출될 당시 일본으로 가면 죽는 것과 마찬가지이므로 부인과 자식을 죽이고 가겠다며 권총을 들고 소란을 피웠으며 가족들이 이를 만류하였다고 증언하였다.
1945년 7월 16일에 일본 도쿄에서 영친왕 부부를 만나고, 며칠 후에 부임지인 히로시마로 이동하였다. 이우는 히로시마의 서쪽에 위치한 고이(己斐)의 가어전(假御殿)에서 머물며 히로시마 일본군 제2총군 참모본부로 출근하였다. 8월 6일에 이우는 자동차가 있었지만 말을 타고 출근하겠다고 고집을 피워 참모본부로 말을 타고 출근하는 도중, 시 중앙부에 있는 후쿠야(福屋) 백화점 부근(폭심지에서 710m)에서 원자 폭탄에 피폭되었다. 이우는 그날 오후 혼가와(本川) 아이오이 교 아래에서 발견되었다. 발견 당시 얼굴에서 가슴까지 화상을 입어 피부가 문드러져 있었으며 윗옷도 날아간 상태였다. 그날 밤 히로시마 남단의 니노시마 섬에 있는 해군 병원으로 후송되어 의식을 되찾았지만 자정이 넘으면서 급속도로 상태가 악화되었고, 8월 7일 새벽에 고열로 신음하다가 오전 5시 5분에 사망하였다.

### 사후

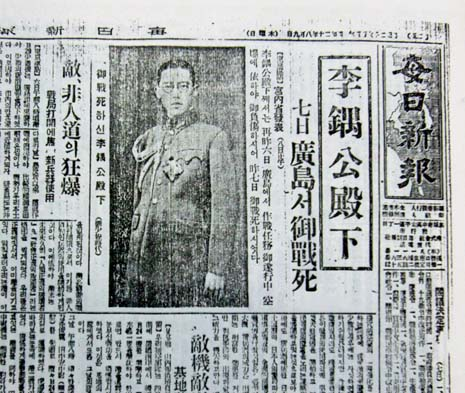
《매일신보》의 사망 기사
(1945년 8월 9일)

1945년 8월 8일에 유해는 비행기에 실려 경성비행장에 도착하였고, 운현궁으로 운구되어 의무관들에 의하여 방부 처리되었다. 일본인 수행 무관 요시나리 히로무(吉成弘) 중좌는 엉덩이에 부스럼이 생겨 이우를 대신하여 자동차를 타고 사령부에 미리 출근해서 피폭을 면하였지만, 부관으로서 그를 지키지 못한 것에 대한 자책감 때문에 유해를 운구한 날 밤에 자살하였다.
1945년 8월 9일에 만주국 황제 푸이는 쇼와 천황에게 이우의 사망에 대한 조전(弔電)을 보내왔다. 8월 10일에 이우의 뒤를 이어 장남 이청이 공위를 계승하여 운현궁의 재산과 칭호를 상속하였고, 8월 13일에 대좌로 진급 추서되었다. 장례식은 8월 15일 12시에 경성운동장(현재 동대문 운동장)에서 열리기로 예정되어 있었으나 쇼와 천황의 항복 방송 때문에 연기되어 오후 5시에 거행되었다. 조선군사령부 주관의 육군장으로 거행되었으며 조선신궁의 궁사가 제주(祭主)로 참여하였다. 장례식에는 조선총독 아베 노부유키, 정무총감 엔도 류사쿠, 제17방면군 사령관 고쓰키 요시오, 천황 대리로서 궁내부 식부 차장 호조 도시나가가 참석하였다. 유해는 경기도 양주군 화도면 창현리(현재 경기도 남양주시 화도읍 창현리)에 안장되었다. 이우의 묘는 개별적으로 조성되어 있던 운현궁가의 묘를 한 곳에 모아 흥선대원군 이하응의 무덤인 흥원(興園) 주변에 현대식 가족 납골묘의 형태로 다시 조성하면서 개장되었고, 묘에 있던 비석을 비롯한 석물들은 2004년에 서울역사박물관에 기증되어 박물관 경내에 전시되고 있다. 사망한 이후에 황족의 예에 따라 흥영군(興永君)에 추봉되었으나 정식 시호는 아니며 사시(私諡)이다.
1945년에 광복 이후 제정된 《구황실재산법》에 따라 황실 재산이 국유화되지만 운현궁은 이우의 부인 박찬주가 흥선대원군의 사유 재산이었음을 호소하여 국유화에서 제외되었다. 이우의 장남 이청의 소유로 변경된 뒤에 운현궁의 대지는 분할되어 덕성학원 등에 매각되었고, 1993년에 운현궁이 서울특별시에 매각되었다.

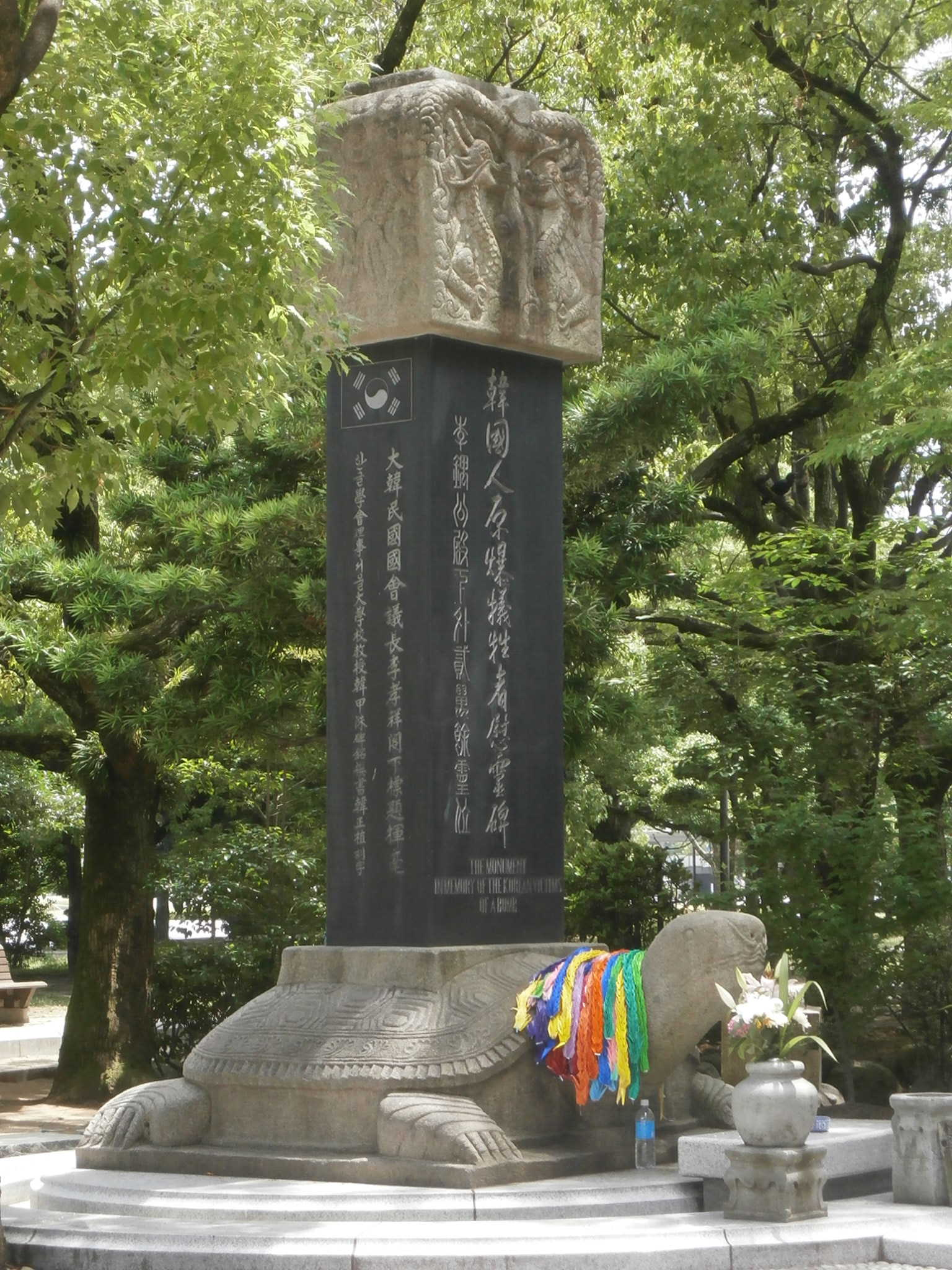
한국인 원폭 희생자 위령비

1959년 10월 17일에 이우를 가족의 동의없이 야스쿠니 신사에 합사하는 영새봉안제(靈璽奉安祭)가 거행되었다. 사망자의 이름, 사망 장소, 사망 날짜 등이 적혀 있는 영새부를 야스쿠니 신사의 어신체가 있는 본전에 놓으면 영새부에 적혀 있던 인간의 혼령이 어신체에 깃들어 신령이 된다는 것이다. 조선인 강제 합사에 대한 야스쿠니 신사의 공식적인 의견은 “사망 시점에 일본인이었기 때문에, 일본을 지킨 신으로 모시는 게 당연하다”는 것이다. 황족과 평민을 같은 자리에 모실 수 없다며 사망한 일본 황족을 따로 분리하여 합사하였던 야스쿠니 신사는 사망 당시에 일본 황족과 동등한 지위였던 이우를 일반 군인과 같은 수준으로 합사하였다. 2007년에 이우가 야스쿠니 신사에 합사된 사실이 언론을 통하여 알려지면서 논란이 되었다.
1970년 4월 10일에 재일본대한민국거류민단 히로시마 현 본부에 의해 ‘한국인 원폭 희생자 위령비’가 건립되었다. 히로시마시의 반대로 위령비의 히로시마 평화기념공원 내 건립이 어려워지자 이우가 피폭을 당한 후 발견된 장소였던 히로시마 혼가와의 아이오이 교 근처에 세워졌다. 위령비의 전면에 ‘한국인 원폭 희생자 위령비’와 함께 ‘이우공 전하 외 2만여 영위’라는 문구가 적혀있고, 뒷면의 비문에는 ‘나라 잃은 왕손이기에 남모를 설움과 고난이 한층 더 했던 이우공 전하를 비롯하여 … 이우공 전하 외 무고한 동포 2만여 위 …’라는 문구가 새겨졌다. 1999년 7월 21일에 위령비는 히로시마 평화기념공원 안으로 이전되었다.
2000년대에 이우의 사진과 일화가 각종 포털 사이트와 인터넷 게시판에 소개되면서 네티즌들의 주목을 받았고 ‘얼짱 황손’으로 화제가 되기도 하였다.

## 평가

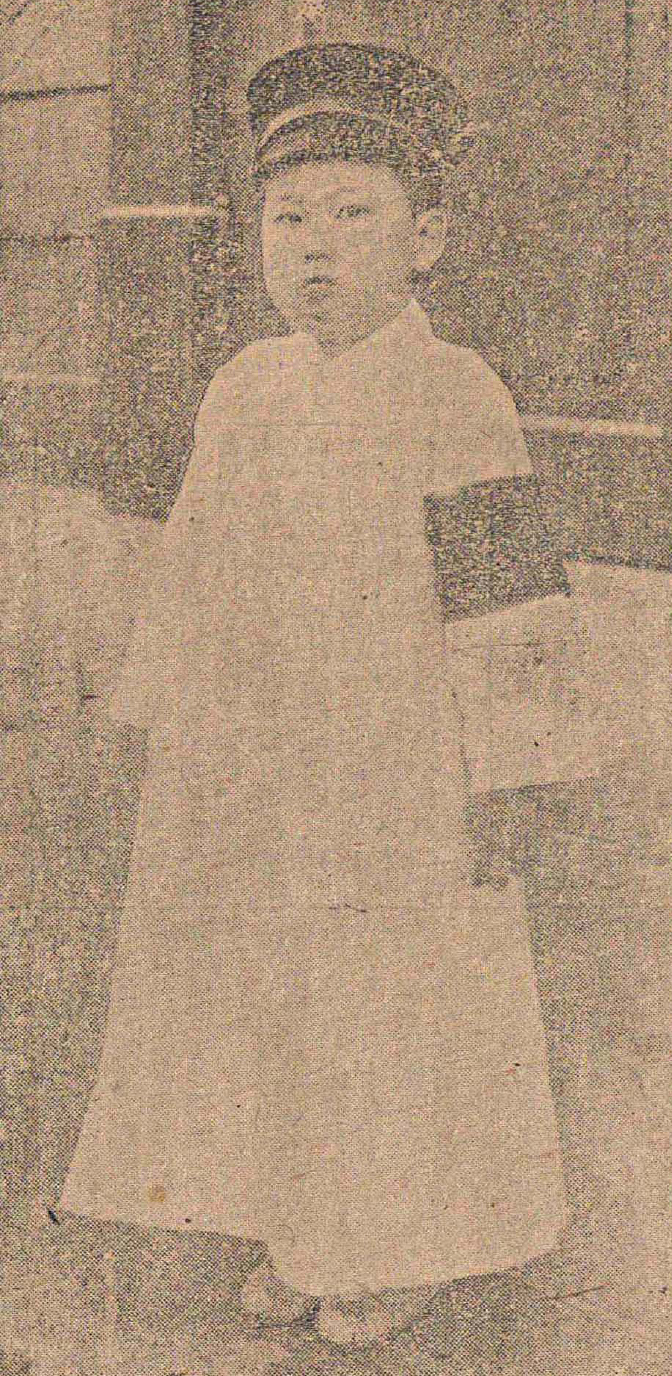
이준용의 장례식에서 (1917년)

경성유치원의 보모 교구치 사다코(京口貞子)는 “어떻게 영민하신지 벌써 일본어도 일상에서 사용하는 말의 반 정도는 아시고 창가도 매우 잘하신다. 재주와 위엄, 풍채 모두 나무랄 수 없는 훌륭한 귀공자이시다. 기운 차고 침착하시며 영리하시고 남에게는 결코 지지 아니하시려 하는 굳센 성미이시지만 어린 아이들을 매우 잘 돌보아주신다.”고 평하였다.
운현궁의 일본인 사무관은 “새로이 결정된 이준공 전하의 계자는 지난 번의 장의에서도 상주가 되셔서 태도가 훌륭하셨는데 나이는 금년 6세이시나 매우 침착하고 영리하신 성격이시다. 매우 활발하신 성격으로 어떠한 때에는 형님되시는 공자보다도 더욱 기운이 차게 보인다.”고 평하였다.
육군사관학교 동기생인 일본 황족 아사카 다카히코는 “조선은 독립해야 한다고 항상 마음 속으로 새기고 있었기 때문에 이우는 일본인에게 결코 뒤지거나 양보하는 일 없이 무엇이든지 앞서려고 노력했다.”고 말하였다. 또한 “이우는 머리가 좋은 사람이다. 화나면 조선어를 사용했다. 글자 쓰기도 능숙했고 노래도 잘 불렀는데 일본 노래도 했고 조선 노래도 불렀다. 싸우면 바로 조선어를 쓰니까 종잡을 수가 없었다.”고 말하였다. 운현궁의 가정교사 가네코는 “조선은 독립해야 한다는 확실한 신념을 갖고 있어 일본 육군에서 두려워 했다.”고 증언하였다.
조선일보와 매일신보의 사회부 기자로 활약한 김을한은 “이건 공은 온화한 분이라 문제가 없지만, 이우 공은 측근의 말을 도무지 듣지 않아서 곤란하다.”라는 이왕직 회계과장 사토의 말을 언급하며, 일본인 사무관이 좋지 않게 말하는 것은 이우가 그만큼 영특하다는 반증이므로 만만찮은 인물임을 알 수 있었다고 평하였다.
영친왕비 이방자는 “이우 공은 평소 성격이 활달하면서 명석한데다 일본에 저항적이어서 일본인들에게 말썽꾸러기였다. 일본 것에 대하여 병적이라고 할만큼 싫어하였고, 특히 일본 음식을 아주 싫어하였다. 일본의 간섭에 대해서도 사사건건 반발하는 성격이었다.”고 평하였다.
이우가 일본 제국 육군에 복무하였고, 일본 황족에 준하는 대우를 받았다는 것에 대해서 친일 논란이 있었지만 2009년에 《친일인명사전》을 발간한 민족문제연구소는 사실상 볼모의 처지였다는 사실을 감안하여 인명사전 명단에서 제외하였다. 민족문제연구소는 “왕공족을 포함시킬 것인가의 여부에 대해서는 편찬위원회에서도 상당한 논란이 있었다. 논의 끝에 왕공족의 책임이 결코 가볍지 않지만 친일보다는 망국에 대한 정치적·도의적 책임을 묻는 것이 타당하다는 결론에 도달하였다. 다만 기준에 부합하는 구체적인 친일 행위가 있는 경우에는 수록대상자로 선정하기로 정리되었다”고 해명하였다. 이와 더불어 “왕공족은 대한제국 황실을 예우하기 위해 일본 정부가 고안한 일본 황족과 일본 화족, 조선귀족 사이의 특수한 지위로 협력에 대한 대가였다고 보기에는 무리가 있다”면서 “공족 중 이재면과 이준용, 이재곤, 이해승, 이재극 등 구체적인 매국행위를 일삼은 인사들은 친일 행적으로 사전에 수록되었으나 영친왕 이은과 이우는 사실상 볼모의 처지였음을 감안하여 제외하였다”고 밝혔다.

## 상훈

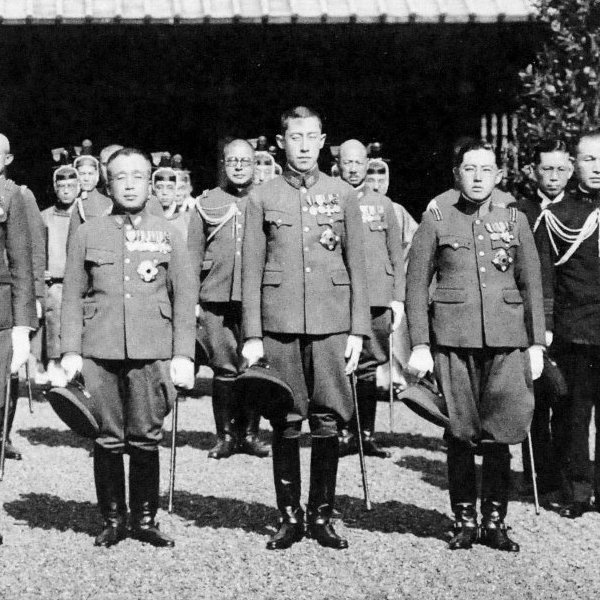
이은과 이건, 이우 (1938년)

- 1928년 11월 10일 - 쇼와 천황 대례기념장[100]
- 1933년 1월 20일 - 일본적십자사 명예사원[101] 및 유공장[102]
- 1933년 10월 25일 - 일본 제국 훈1등 욱일동화대수장[37]

1888년에 제정된 훈1등 욱일동화대수장은 남자에게 수여되는 훈장인 욱일장의 최고위 훈장이다. 일본 정부가 1926년 12월에 공포한 《왕공가궤범》 제58조에 따르면 “공은 만 15세가 넘으면 훈1등에 서훈되어 욱일동화대수장을 받는다”고 규정되어 있다.
- 1943년 11월 7일 - 일본 제국 대훈위 국화대수장[104]

대훈위 국화대수장은 일본의 최고위 훈장으로 1876년에 제정되었으며 주로 황족을 대상으로 수여되었다. 영친왕 이은(1920년 4월 27일), 의친왕 이강(1924년 1월 10일), 이건(1940년 11월 3일)에게도 대훈위 국화대수장이 서훈되었다.
- 1945년 8월 14일 - 일본 제국 공3급 금치훈장[80]

일본 정부는 이우가 히로시마에서 피폭되어 사망하자 육군 대좌로 진급과 함께 공3급 금치훈장을 추서하였다. 금치훈장은 일본이 1890년에 제정한 무공훈장으로 7등급으로 나뉘어 있었고, 계급에 따라 초서(初敍)의 급이 정해져 무공이 누적됨에 따라 진급하는 방식을 취하였다. 이우와 같은 좌관(佐官)은 공4급에서 공2급까지의 금치훈장을 수여받을 수 있었다.

## 가계
흥선군 이하응의 차남 이재황이 왕에 등극하면서 이하응은 대원군이 되었으며 본가는 운현궁이 되었다. 흥선대원군의 아버지 남연군 이구는 본래 인조의 아들 인평대군의 6세손이었으나, 장조(사도세자)의 아들 은신군 이진의 사후 양자가 되었다. 은신군도 사후에 정조의 명으로 숙종의 아들 연령군 이훤의 후사가 되었지만 세대상 조부와 손자 관계이었고, 이미 낙천군 이온이 연령군의 양자로 입양된 상황이었다. 운현궁가에서는 가계를 장조로부터 은신군을 거쳐 내려오는 계통이라는 입장을 취하였지만 20세기 중반 이후에는 봉사와 대수를 감안하여 연령군에서 낙천군을 거쳐 은신군으로 이어지는 계보로 정리되었다. 흥선대원군은 적자로 이재면과 이재황을 두었고, 운현궁의 계보는 장자인 재면이 승계하였다. 이재면은 이준용과 이문용을 두었으나, 이문용은 요절하고 이준용은 후사없이 사망하자 의친왕의 차남 이우가 이준용의 양자로 입적하여 운현궁가를 계승하였다.
이우는 부인 박찬주와의 사이에서 이청과 이종을 두었다. 장남 이청은 1954년에 경기고등학교를 졸업하고, 1960년에 미국 위스콘신주 마케트 대학교 토목공학과를 졸업하였다. 엔지니어로 활동하였으며, 2006년에 석파학술연구원을 설립하여 흥선대원군에 대한 연구 작업을 하고 있다. 차남 이종은 경기고등학교를 졸업하고, 1963년에 서울대학교 문리대학 정치학과를 졸업하였다. 미국으로 유학을 가서 브라운 대학교 대학원에서 석사를 마쳤으며, 박사과정 연수 중이던 1966년 12월 25일에 교통사고로 사망하였다.
| 계보 : 조선 왕실 흥선대원군의 4대조 운현궁 |

|                  |                  |                  |                  |                  |                  |  |  | 이종 제16대 인조 |                  |                  |                  |                  |                  |  |  |             |             |             |             |             |             |  |  |                        |                        |                        |                        |                        |                        |  |  |                      |                      |                      |                      |                      |                      |  |  |                      |                      |                      |                      |                      |                      |  |  |                         |                      |                      |                      |                      |                      |  |  |                        |                        |                        |                        |                        |                        |  |  |  |  |
|                  |                  |                  |                  |                  |                  |  |  |                  |                  |                  |                  |                  |                  |  |  |             |             |             |             |             |             |  |  |                        |                        |                        |                        |                        |                        |  |  |                      |                      |                      |                      |                      |                      |  |  |                      |                      |                      |                      |                      |                      |  |  |                         |                      |                      |                      |                      |                      |  |  |                        |                        |                        |                        |                        |                        |  |  |  |  |
|                  |                  |                  |                  |                  |                  |  |  |                  |                  |                  |                  |                  |                  |  |  |             |             |             |             |             |             |  |  |                        |                        |                        |                        |                        |                        |  |  |                      |                      |                      |                      |                      |                      |  |  |                      |                      |                      |                      |                      |                      |  |  |                         |                      |                      |                      |                      |                      |  |  |                        |                        |                        |                        |                        |                        |  |  |  |  |
| 이왕 소현세자    | 이왕 소현세자    | 이왕 소현세자    | 이왕 소현세자    | 이왕 소현세자    | 이왕 소현세자    |  |  | 이호 제17대 효종 | 이호 제17대 효종 | 이호 제17대 효종 | 이호 제17대 효종 | 이호 제17대 효종 | 이호 제17대 효종 |  |  |             |             |             |             |             |             |  |  | 이요 인평대군          | 이요 인평대군          | 이요 인평대군          | 이요 인평대군          | 이요 인평대군          | 이요 인평대군          |  |  |                      |                      |                      |                      |                      |                      |  |  |                      |                      |                      |                      |                      |                      |  |  |                         |                      |                      |                      |                      |                      |  |  |                        |                        |                        |                        |                        |                        |  |  |  |  |
| 이왕 소현세자    | 이왕 소현세자    | 이왕 소현세자    | 이왕 소현세자    | 이왕 소현세자    | 이왕 소현세자    |  |  | 이호 제17대 효종 | 이호 제17대 효종 | 이호 제17대 효종 | 이호 제17대 효종 | 이호 제17대 효종 | 이호 제17대 효종 |  |  |             |             |             |             |             |             |  |  | 이요 인평대군          | 이요 인평대군          | 이요 인평대군          | 이요 인평대군          | 이요 인평대군          | 이요 인평대군          |  |  |                      |                      |                      |                      |                      |                      |  |  |                      |                      |                      |                      |                      |                      |  |  |                         |                      |                      |                      |                      |                      |  |  |                        |                        |                        |                        |                        |                        |  |  |  |  |
|                  |                  |                  |                  |                  |                  |  |  | 이연 제18대 현종 | 이연 제18대 현종 | 이연 제18대 현종 | 이연 제18대 현종 | 이연 제18대 현종 | 이연 제18대 현종 |  |  |             |             |             |             |             |             |  |  | 이욱 복녕군            | 이욱 복녕군            | 이욱 복녕군            | 이욱 복녕군            | 이욱 복녕군            | 이욱 복녕군            |  |  |                      |                      |                      |                      |                      |                      |  |  |                      |                      |                      |                      |                      |                      |  |  |                         |                      |                      |                      |                      |                      |  |  |                        |                        |                        |                        |                        |                        |  |  |  |  |
|                  |                  |                  |                  |                  |                  |  |  | 이연 제18대 현종 | 이연 제18대 현종 | 이연 제18대 현종 | 이연 제18대 현종 | 이연 제18대 현종 | 이연 제18대 현종 |  |  |             |             |             |             |             |             |  |  | 이욱 복녕군            | 이욱 복녕군            | 이욱 복녕군            | 이욱 복녕군            | 이욱 복녕군            | 이욱 복녕군            |  |  |                      |                      |                      |                      |                      |                      |  |  |                      |                      |                      |                      |                      |                      |  |  |                         |                      |                      |                      |                      |                      |  |  |                        |                        |                        |                        |                        |                        |  |  |  |  |
|                  |                  |                  |                  |                  |                  |  |  | 이순 제19대 숙종 | 이순 제19대 숙종 | 이순 제19대 숙종 | 이순 제19대 숙종 | 이순 제19대 숙종 | 이순 제19대 숙종 |  |  |             |             |             |             |             |             |  |  | 이혁 의원군            | 이혁 의원군            | 이혁 의원군            | 이혁 의원군            | 이혁 의원군            | 이혁 의원군            |  |  |                      |                      |                      |                      |                      |                      |  |  |                      |                      |                      |                      |                      |                      |  |  |                         |                      |                      |                      |                      |                      |  |  |                        |                        |                        |                        |                        |                        |  |  |  |  |
|                  |                  |                  |                  |                  |                  |  |  | 이순 제19대 숙종 | 이순 제19대 숙종 | 이순 제19대 숙종 | 이순 제19대 숙종 | 이순 제19대 숙종 | 이순 제19대 숙종 |  |  |             |             |             |             |             |             |  |  | 이혁 의원군            | 이혁 의원군            | 이혁 의원군            | 이혁 의원군            | 이혁 의원군            | 이혁 의원군            |  |  |                      |                      |                      |                      |                      |                      |  |  |                      |                      |                      |                      |                      |                      |  |  |                         |                      |                      |                      |                      |                      |  |  |                        |                        |                        |                        |                        |                        |  |  |  |  |
|                  |                  |                  |                  |                  |                  |  |  |                  |                  |                  |                  |                  |                  |  |  |             |             |             |             |             |             |  |  |                        |                        |                        |                        |                        |                        |  |  |                      |                      |                      |                      |                      |                      |  |  |                      |                      |                      |                      |                      |                      |  |  |                         |                      |                      |                      |                      |                      |  |  |                        |                        |                        |                        |                        |                        |  |  |  |  |
| 이윤 제20대 경종 | 이윤 제20대 경종 | 이윤 제20대 경종 | 이윤 제20대 경종 | 이윤 제20대 경종 | 이윤 제20대 경종 |  |  | 이금 제21대 영조 | 이금 제21대 영조 | 이금 제21대 영조 | 이금 제21대 영조 | 이금 제21대 영조 | 이금 제21대 영조 |  |  | 이훤 연령군 | 이훤 연령군 | 이훤 연령군 | 이훤 연령군 | 이훤 연령군 | 이훤 연령군 |  |  | 이숙 안흥군            | 이숙 안흥군            | 이숙 안흥군            | 이숙 안흥군            | 이숙 안흥군            | 이숙 안흥군            |  |  |                      |                      |                      |                      |                      |                      |  |  |                      |                      |                      |                      |                      |                      |  |  |                         |                      |                      |                      |                      |                      |  |  |                        |                        |                        |                        |                        |                        |  |  |  |  |
| 이윤 제20대 경종 | 이윤 제20대 경종 | 이윤 제20대 경종 | 이윤 제20대 경종 | 이윤 제20대 경종 | 이윤 제20대 경종 |  |  | 이금 제21대 영조 | 이금 제21대 영조 | 이금 제21대 영조 | 이금 제21대 영조 | 이금 제21대 영조 | 이금 제21대 영조 |  |  | 이훤 연령군 | 이훤 연령군 | 이훤 연령군 | 이훤 연령군 | 이훤 연령군 | 이훤 연령군 |  |  | 이숙 안흥군            | 이숙 안흥군            | 이숙 안흥군            | 이숙 안흥군            | 이숙 안흥군            | 이숙 안흥군            |  |  |                      |                      |                      |                      |                      |                      |  |  |                      |                      |                      |                      |                      |                      |  |  |                         |                      |                      |                      |                      |                      |  |  |                        |                        |                        |                        |                        |                        |  |  |  |  |
|                  |                  |                  |                  |                  |                  |  |  |                  |                  |                  |                  |                  |                  |  |  |             |             |             |             |             |             |  |  |                        |                        |                        |                        |                        |                        |  |  |                      |                      |                      |                      |                      |                      |  |  |                      |                      |                      |                      |                      |                      |  |  |                         |                      |                      |                      |                      |                      |  |  |                        |                        |                        |                        |                        |                        |  |  |  |  |
| 이행 진종        | 이행 진종        | 이행 진종        | 이행 진종        | 이행 진종        | 이행 진종        |  |  | 이선 장조        | 이선 장조        | 이선 장조        | 이선 장조        | 이선 장조        | 이선 장조        |  |  | 이온 낙천군 | 이온 낙천군 | 이온 낙천군 | 이온 낙천군 | 이온 낙천군 | 이온 낙천군 |  |  | 이진익                 | 이진익                 | 이진익                 | 이진익                 | 이진익                 | 이진익                 |  |  |                      |                      |                      |                      |                      |                      |  |  |                      |                      |                      |                      |                      |                      |  |  |                         |                      |                      |                      |                      |                      |  |  |                        |                        |                        |                        |                        |                        |  |  |  |  |
| 이행 진종        | 이행 진종        | 이행 진종        | 이행 진종        | 이행 진종        | 이행 진종        |  |  | 이선 장조        | 이선 장조        | 이선 장조        | 이선 장조        | 이선 장조        | 이선 장조        |  |  | 이온 낙천군 | 이온 낙천군 | 이온 낙천군 | 이온 낙천군 | 이온 낙천군 | 이온 낙천군 |  |  | 이진익                 | 이진익                 | 이진익                 | 이진익                 | 이진익                 | 이진익                 |  |  |                      |                      |                      |                      |                      |                      |  |  |                      |                      |                      |                      |                      |                      |  |  |                         |                      |                      |                      |                      |                      |  |  |                        |                        |                        |                        |                        |                        |  |  |  |  |
|                  |                  |                  |                  |                  |                  |  |  |                  |                  |                  |                  |                  |                  |  |  |             |             |             |             |             |             |  |  |                        |                        |                        |                        |                        |                        |  |  |                      |                      |                      |                      |                      |                      |  |  |                      |                      |                      |                      |                      |                      |  |  |                         |                      |                      |                      |                      |                      |  |  |                        |                        |                        |                        |                        |                        |  |  |  |  |
| 이산 제22대 정조 | 이산 제22대 정조 | 이산 제22대 정조 | 이산 제22대 정조 | 이산 제22대 정조 | 이산 제22대 정조 |  |  | 이인 은언군      | 이인 은언군      | 이인 은언군      | 이인 은언군      | 이인 은언군      | 이인 은언군      |  |  | 이진 은신군 | 이진 은신군 | 이진 은신군 | 이진 은신군 | 이진 은신군 | 이진 은신군 |  |  | 이병원                 | 이병원                 | 이병원                 | 이병원                 | 이병원                 | 이병원                 |  |  |                      |                      |                      |                      |                      |                      |  |  |                      |                      |                      |                      |                      |                      |  |  |                         |                      |                      |                      |                      |                      |  |  |                        |                        |                        |                        |                        |                        |  |  |  |  |
| 이산 제22대 정조 | 이산 제22대 정조 | 이산 제22대 정조 | 이산 제22대 정조 | 이산 제22대 정조 | 이산 제22대 정조 |  |  |                  | 이인 은언군      | 이인 은언군      | 이인 은언군      | 이인 은언군      | 이인 은언군      |  |  | 이진 은신군 | 이진 은신군 | 이진 은신군 | 이진 은신군 | 이진 은신군 | 이진 은신군 |  |  | 이병원                 | 이병원                 | 이병원                 | 이병원                 | 이병원                 | 이병원                 |  |  |                      |                      |                      |                      |                      |                      |  |  |                      |                      |                      |                      |                      |                      |  |  |                         |                      |                      |                      |                      |                      |  |  |                        |                        |                        |                        |                        |                        |  |  |  |  |
|                  |                  |                  |                  |                  |                  |  |  |                  |                  |                  |                  |                  |                  |  |  |             |             |             |             |             |             |  |  |                        |                        |                        |                        |                        |                        |  |  |                      |                      |                      |                      |                      |                      |  |  |                      |                      |                      |                      |                      |                      |  |  |                         |                      |                      |                      |                      |                      |  |  |                        |                        |                        |                        |                        |                        |  |  |  |  |
| 이공 제23대 순조 | 이공 제23대 순조 | 이공 제23대 순조 | 이공 제23대 순조 | 이공 제23대 순조 | 이공 제23대 순조 |  |  | 이광 전계대원군  | 이광 전계대원군  | 이광 전계대원군  | 이광 전계대원군  | 이광 전계대원군  | 이광 전계대원군  |  |  |             |             |             |             |             |             |  |  | 이구 남연군            | 이구 남연군            | 이구 남연군            | 이구 남연군            | 이구 남연군            | 이구 남연군            |  |  |                      |                      |                      |                      |                      |                      |  |  |                      |                      |                      |                      |                      |                      |  |  |                         |                      |                      |                      |                      |                      |  |  |                        |                        |                        |                        |                        |                        |  |  |  |  |
| 이공 제23대 순조 | 이공 제23대 순조 | 이공 제23대 순조 | 이공 제23대 순조 | 이공 제23대 순조 | 이공 제23대 순조 |  |  | 이광 전계대원군  | 이광 전계대원군  | 이광 전계대원군  | 이광 전계대원군  | 이광 전계대원군  | 이광 전계대원군  |  |  |             |             |             |             |             |             |  |  | 이구 남연군            | 이구 남연군            | 이구 남연군            | 이구 남연군            | 이구 남연군            | 이구 남연군            |  |  |                      |                      |                      |                      |                      |                      |  |  |                      |                      |                      |                      |                      |                      |  |  |                         |                      |                      |                      |                      |                      |  |  |                        |                        |                        |                        |                        |                        |  |  |  |  |
|                  |                  |                  |                  |                  |                  |  |  |                  |                  |                  |                  |                  |                  |  |  |             |             |             |             |             |             |  |  |                        |                        |                        |                        |                        |                        |  |  |                      |                      |                      |                      |                      |                      |  |  |                      |                      |                      |                      |                      |                      |  |  |                         |                      |                      |                      |                      |                      |  |  |                        |                        |                        |                        |                        |                        |  |  |  |  |
|                  |                  |                  |                  |                  |                  |  |  |                  |                  |                  |                  |                  |                  |  |  |             |             |             |             |             |             |  |  |                        |                        |                        |                        |                        |                        |  |  |                      |                      |                      |                      |                      |                      |  |  |                      |                      |                      |                      |                      |                      |  |  |                         |                      |                      |                      |                      |                      |  |  |                        |                        |                        |                        |                        |                        |  |  |  |  |
| 이영 문조        | 이영 문조        | 이영 문조        | 이영 문조        | 이영 문조        | 이영 문조        |  |  | 이변 제25대 철종 | 이변 제25대 철종 | 이변 제25대 철종 | 이변 제25대 철종 | 이변 제25대 철종 | 이변 제25대 철종 |  |  |             |             |             |             |             |             |  |  | 이창응 흥녕군          | 이창응 흥녕군          | 이창응 흥녕군          | 이창응 흥녕군          | 이창응 흥녕군          | 이창응 흥녕군          |  |  | 이재원 완림군        | 이재원 완림군        | 이재원 완림군        | 이재원 완림군        | 이재원 완림군        | 이재원 완림군        |  |  | 이기용 자작          | 이기용 자작          | 이기용 자작          | 이기용 자작          | 이기용 자작          | 이기용 자작          |  |  | 이광 의친왕의 7남       | 이광 의친왕의 7남    | 이광 의친왕의 7남    | 이광 의친왕의 7남    | 이광 의친왕의 7남    | 이광 의친왕의 7남    |  |  |                        |                        |                        |                        |                        |                        |  |  |  |  |
| 이영 문조        | 이영 문조        | 이영 문조        | 이영 문조        | 이영 문조        | 이영 문조        |  |  | 이변 제25대 철종 | 이변 제25대 철종 | 이변 제25대 철종 | 이변 제25대 철종 | 이변 제25대 철종 | 이변 제25대 철종 |  |  |             |             |             |             |             |             |  |  | 이창응 흥녕군          | 이창응 흥녕군          | 이창응 흥녕군          | 이창응 흥녕군          | 이창응 흥녕군          | 이창응 흥녕군          |  |  | 이재원 완림군        | 이재원 완림군        | 이재원 완림군        | 이재원 완림군        | 이재원 완림군        | 이재원 완림군        |  |  | 이기용 자작          | 이기용 자작          | 이기용 자작          | 이기용 자작          | 이기용 자작          | 이기용 자작          |  |  | 이광 의친왕의 7남       | 이광 의친왕의 7남    | 이광 의친왕의 7남    | 이광 의친왕의 7남    | 이광 의친왕의 7남    | 이광 의친왕의 7남    |  |  |                        |                        |                        |                        |                        |                        |  |  |  |  |
|                  |                  |                  |                  |                  |                  |  |  |                  |                  |                  |                  |                  |                  |  |  |             |             |             |             |             |             |  |  |                        |                        |                        |                        |                        |                        |  |  |                      |                      |                      |                      |                      |                      |  |  |                      |                      |                      |                      |                      |                      |  |  |                         |                      |                      |                      |                      |                      |  |  |                        |                        |                        |                        |                        |                        |  |  |  |  |
|                  |                  |                  |                  |                  |                  |  |  |                  |                  |                  |                  |                  |                  |  |  |             |             |             |             |             |             |  |  |                        |                        |                        |                        |                        |                        |  |  |                      |                      |                      |                      |                      |                      |  |  |                      |                      |                      |                      |                      |                      |  |  |                         |                      |                      |                      |                      |                      |  |  |                        |                        |                        |                        |                        |                        |  |  |  |  |
| 이환 제24대 헌종 | 이환 제24대 헌종 | 이환 제24대 헌종 | 이환 제24대 헌종 | 이환 제24대 헌종 | 이환 제24대 헌종 |  |  |                  |                  |                  |                  |                  |                  |  |  |             |             |             |             |             |             |  |  | 이정응 흥완군          | 이정응 흥완군          | 이정응 흥완군          | 이정응 흥완군          | 이정응 흥완군          | 이정응 흥완군          |  |  | 이재완 완순군·후작   | 이재완 완순군·후작   | 이재완 완순군·후작   | 이재완 완순군·후작   | 이재완 완순군·후작   | 이재완 완순군·후작   |  |  | 이달용 후작          | 이달용 후작          | 이달용 후작          | 이달용 후작          | 이달용 후작          | 이달용 후작          |  |  | 이해선                  | 이해선               | 이해선               | 이해선               | 이해선               | 이해선               |  |  | 이철주                 | 이철주                 | 이철주                 | 이철주                 | 이철주                 | 이철주                 |  |  |  |  |
| 이환 제24대 헌종 | 이환 제24대 헌종 | 이환 제24대 헌종 | 이환 제24대 헌종 | 이환 제24대 헌종 | 이환 제24대 헌종 |  |  |                  |                  |                  |                  |                  |                  |  |  |             |             |             |             |             |             |  |  | 이정응 흥완군          | 이정응 흥완군          | 이정응 흥완군          | 이정응 흥완군          | 이정응 흥완군          | 이정응 흥완군          |  |  | 이재완 완순군·후작   | 이재완 완순군·후작   | 이재완 완순군·후작   | 이재완 완순군·후작   | 이재완 완순군·후작   | 이재완 완순군·후작   |  |  | 이달용 후작          | 이달용 후작          | 이달용 후작          | 이달용 후작          | 이달용 후작          | 이달용 후작          |  |  | 이해선                  | 이해선               | 이해선               | 이해선               | 이해선               | 이해선               |  |  | 이철주                 | 이철주                 | 이철주                 | 이철주                 | 이철주                 | 이철주                 |  |  |  |  |
|                  |                  |                  |                  |                  |                  |  |  |                  |                  |                  |                  |                  |                  |  |  |             |             |             |             |             |             |  |  |                        |                        |                        |                        |                        |                        |  |  |                      |                      |                      |                      |                      |                      |  |  |                      |                      |                      |                      |                      |                      |  |  |                         |                      |                      |                      |                      |                      |  |  |                        |                        |                        |                        |                        |                        |  |  |  |  |
|                  |                  |                  |                  |                  |                  |  |  |                  |                  |                  |                  |                  |                  |  |  |             |             |             |             |             |             |  |  |                        |                        |                        |                        |                        |                        |  |  |                      |                      |                      |                      |                      |                      |  |  |                      |                      |                      |                      |                      |                      |  |  |                         |                      |                      |                      |                      |                      |  |  |                        |                        |                        |                        |                        |                        |  |  |  |  |
|                  |                  |                  |                  |                  |                  |  |  |                  |                  |                  |                  |                  |                  |  |  |             |             |             |             |             |             |  |  | 이최응 흥인군          | 이최응 흥인군          | 이최응 흥인군          | 이최응 흥인군          | 이최응 흥인군          | 이최응 흥인군          |  |  | 이재긍 완영군        | 이재긍 완영군        | 이재긍 완영군        | 이재긍 완영군        | 이재긍 완영군        | 이재긍 완영군        |  |  | 이지용 백작          | 이지용 백작          | 이지용 백작          | 이지용 백작          | 이지용 백작          | 이지용 백작          |  |  | 이해충                  | 이해충               | 이해충               | 이해충               | 이해충               | 이해충               |  |  | 이영주 백작            | 이영주 백작            | 이영주 백작            | 이영주 백작            | 이영주 백작            | 이영주 백작            |  |  |  |  |
|                  |                  |                  |                  |                  |                  |  |  |                  |                  |                  |                  |                  |                  |  |  |             |             |             |             |             |             |  |  | 이최응 흥인군          | 이최응 흥인군          | 이최응 흥인군          | 이최응 흥인군          | 이최응 흥인군          | 이최응 흥인군          |  |  | 이재긍 완영군        | 이재긍 완영군        | 이재긍 완영군        | 이재긍 완영군        | 이재긍 완영군        | 이재긍 완영군        |  |  | 이지용 백작          | 이지용 백작          | 이지용 백작          | 이지용 백작          | 이지용 백작          | 이지용 백작          |  |  | 이해충                  | 이해충               | 이해충               | 이해충               | 이해충               | 이해충               |  |  | 이영주 백작            | 이영주 백작            | 이영주 백작            | 이영주 백작            | 이영주 백작            | 이영주 백작            |  |  |  |  |
|                  |                  |                  |                  |                  |                  |  |  |                  |                  |                  |                  |                  |                  |  |  |             |             |             |             |             |             |  |  |                        |                        |                        |                        |                        |                        |  |  |                      |                      |                      |                      |                      |                      |  |  |                      |                      |                      |                      |                      |                      |  |  |                         |                      |                      |                      |                      |                      |  |  |                        |                        |                        |                        |                        |                        |  |  |  |  |
|                  |                  |                  |                  |                  |                  |  |  |                  |                  |                  |                  |                  |                  |  |  |             |             |             |             |             |             |  |  | 이하응 흥선대원군      | 이하응 흥선대원군      | 이하응 흥선대원군      | 이하응 흥선대원군      | 이하응 흥선대원군      | 이하응 흥선대원군      |  |  | 이재면 흥친왕        | 이재면 흥친왕        | 이재면 흥친왕        | 이재면 흥친왕        | 이재면 흥친왕        | 이재면 흥친왕        |  |  | 이준용 영선군        | 이준용 영선군        | 이준용 영선군        | 이준용 영선군        | 이준용 영선군        | 이준용 영선군        |  |  | 이우 의친왕의 2남       | 이우 의친왕의 2남    | 이우 의친왕의 2남    | 이우 의친왕의 2남    | 이우 의친왕의 2남    | 이우 의친왕의 2남    |  |  | 이청 장남              | 이청 장남              | 이청 장남              | 이청 장남              | 이청 장남              | 이청 장남              |  |  |  |  |
|                  |                  |                  |                  |                  |                  |  |  |                  |                  |                  |                  |                  |                  |  |  |             |             |             |             |             |             |  |  | 이하응 흥선대원군      | 이하응 흥선대원군      | 이하응 흥선대원군      | 이하응 흥선대원군      | 이하응 흥선대원군      | 이하응 흥선대원군      |  |  | 이재면 흥친왕        | 이재면 흥친왕        | 이재면 흥친왕        | 이재면 흥친왕        | 이재면 흥친왕        | 이재면 흥친왕        |  |  | 이준용 영선군        | 이준용 영선군        | 이준용 영선군        | 이준용 영선군        | 이준용 영선군        | 이준용 영선군        |  |  | 이우 의친왕의 2남       | 이우 의친왕의 2남    | 이우 의친왕의 2남    | 이우 의친왕의 2남    | 이우 의친왕의 2남    | 이우 의친왕의 2남    |  |  | 이청 장남              | 이청 장남              | 이청 장남              | 이청 장남              | 이청 장남              | 이청 장남              |  |  |  |  |
|                  |                  |                  |                  |                  |                  |  |  |                  |                  |                  |                  |                  |                  |  |  |             |             |             |             |             |             |  |  |                        |                        |                        |                        |                        |                        |  |  |                      |                      |                      |                      |                      |                      |  |  |                      |                      |                      |                      |                      |                      |  |  |                         |                      |                      |                      |                      |                      |  |  |                        |                        |                        |                        |                        |                        |  |  |  |  |
|                  |                  |                  |                  |                  |                  |  |  |                  |                  |                  |                  |                  |                  |  |  |             |             |             |             |             |             |  |  |                        |                        |                        |                        |                        |                        |  |  |                      |                      |                      |                      |                      |                      |  |  |                      |                      |                      |                      |                      |                      |  |  |                         |                      |                      |                      |                      |                      |  |  |                        |                        |                        |                        |                        |                        |  |  |  |  |
|                  |                  |                  |                  |                  |                  |  |  |                  |                  |                  |                  |                  |                  |  |  |             |             |             |             |             |             |  |  | 여흥 민씨 여흥부대부인 | 여흥 민씨 여흥부대부인 | 여흥 민씨 여흥부대부인 | 여흥 민씨 여흥부대부인 | 여흥 민씨 여흥부대부인 | 여흥 민씨 여흥부대부인 |  |  | 풍산 홍씨 정실       | 풍산 홍씨 정실       | 풍산 홍씨 정실       | 풍산 홍씨 정실       | 풍산 홍씨 정실       | 풍산 홍씨 정실       |  |  | 남양 홍씨 정실       | 남양 홍씨 정실       | 남양 홍씨 정실       | 남양 홍씨 정실       | 남양 홍씨 정실       | 남양 홍씨 정실       |  |  | 박찬주 박영효의 손녀    | 박찬주 박영효의 손녀 | 박찬주 박영효의 손녀 | 박찬주 박영효의 손녀 | 박찬주 박영효의 손녀 | 박찬주 박영효의 손녀 |  |  | 이종 차남              | 이종 차남              | 이종 차남              | 이종 차남              | 이종 차남              | 이종 차남              |  |  |  |  |
|                  |                  |                  |                  |                  |                  |  |  |                  |                  |                  |                  |                  |                  |  |  |             |             |             |             |             |             |  |  | 여흥 민씨 여흥부대부인 | 여흥 민씨 여흥부대부인 | 여흥 민씨 여흥부대부인 | 여흥 민씨 여흥부대부인 | 여흥 민씨 여흥부대부인 | 여흥 민씨 여흥부대부인 |  |  | 풍산 홍씨 정실       | 풍산 홍씨 정실       | 풍산 홍씨 정실       | 풍산 홍씨 정실       | 풍산 홍씨 정실       | 풍산 홍씨 정실       |  |  | 남양 홍씨 정실       | 남양 홍씨 정실       | 남양 홍씨 정실       | 남양 홍씨 정실       | 남양 홍씨 정실       | 남양 홍씨 정실       |  |  | 박찬주 박영효의 손녀    | 박찬주 박영효의 손녀 | 박찬주 박영효의 손녀 | 박찬주 박영효의 손녀 | 박찬주 박영효의 손녀 | 박찬주 박영효의 손녀 |  |  | 이종 차남              | 이종 차남              | 이종 차남              | 이종 차남              | 이종 차남              | 이종 차남              |  |  |  |  |
|                  |                  |                  |                  |                  |                  |  |  |                  |                  |                  |                  |                  |                  |  |  |             |             |             |             |             |             |  |  |                        |                        |                        |                        |                        |                        |  |  |                      |                      |                      |                      |                      |                      |  |  |                      |                      |                      |                      |                      |                      |  |  |                         |                      |                      |                      |                      |                      |  |  |                        |                        |                        |                        |                        |                        |  |  |  |  |
|                  |                  |                  |                  |                  |                  |  |  |                  |                  |                  |                  |                  |                  |  |  |             |             |             |             |             |             |  |  |                        |                        |                        |                        |                        |                        |  |  | 여주 이씨 계실       | 여주 이씨 계실       | 여주 이씨 계실       | 여주 이씨 계실       | 여주 이씨 계실       | 여주 이씨 계실       |  |  | 광산 김씨 계실       | 광산 김씨 계실       | 광산 김씨 계실       | 광산 김씨 계실       | 광산 김씨 계실       | 광산 김씨 계실       |  |  |                         |                      |                      |                      |                      |                      |  |  |                        |                        |                        |                        |                        |                        |  |  |  |  |
|                  |                  |                  |                  |                  |                  |  |  |                  |                  |                  |                  |                  |                  |  |  |             |             |             |             |             |             |  |  |                        |                        |                        |                        |                        |                        |  |  | 여주 이씨 계실       | 여주 이씨 계실       | 여주 이씨 계실       | 여주 이씨 계실       | 여주 이씨 계실       | 여주 이씨 계실       |  |  | 광산 김씨 계실       | 광산 김씨 계실       | 광산 김씨 계실       | 광산 김씨 계실       | 광산 김씨 계실       | 광산 김씨 계실       |  |  |                         |                      |                      |                      |                      |                      |  |  |                        |                        |                        |                        |                        |                        |  |  |  |  |
|                  |                  |                  |                  |                  |                  |  |  |                  |                  |                  |                  |                  |                  |  |  |             |             |             |             |             |             |  |  |                        |                        |                        |                        |                        |                        |  |  |                      |                      |                      |                      |                      |                      |  |  |                      |                      |                      |                      |                      |                      |  |  |                         |                      |                      |                      |                      |                      |  |  |                        |                        |                        |                        |                        |                        |  |  |  |  |
|                  |                  |                  |                  |                  |                  |  |  |                  |                  |                  |                  |                  |                  |  |  |             |             |             |             |             |             |  |  |                        |                        |                        |                        |                        |                        |  |  |                      |                      |                      |                      |                      |                      |  |  | 전순혁 소실          | 전순혁 소실          | 전순혁 소실          | 전순혁 소실          | 전순혁 소실          | 전순혁 소실          |  |  | 이진완 서녀             | 이진완 서녀          | 이진완 서녀          | 이진완 서녀          | 이진완 서녀          | 이진완 서녀          |  |  |                        |                        |                        |                        |                        |                        |  |  |  |  |
|                  |                  |                  |                  |                  |                  |  |  |                  |                  |                  |                  |                  |                  |  |  |             |             |             |             |             |             |  |  |                        |                        |                        |                        |                        |                        |  |  |                      |                      |                      |                      |                      |                      |  |  | 전순혁 소실          | 전순혁 소실          | 전순혁 소실          | 전순혁 소실          | 전순혁 소실          | 전순혁 소실          |  |  | 이진완 서녀             | 이진완 서녀          | 이진완 서녀          | 이진완 서녀          | 이진완 서녀          | 이진완 서녀          |  |  |                        |                        |                        |                        |                        |                        |  |  |  |  |
|                  |                  |                  |                  |                  |                  |  |  |                  |                  |                  |                  |                  |                  |  |  |             |             |             |             |             |             |  |  |                        |                        |                        |                        |                        |                        |  |  |                      |                      |                      |                      |                      |                      |  |  |                      |                      |                      |                      |                      |                      |  |  | 윤원선 윤치소의 3남     |                      |                      |                      |                      |                      |  |  |                        |                        |                        |                        |                        |                        |  |  |  |  |
|                  |                  |                  |                  |                  |                  |  |  |                  |                  |                  |                  |                  |                  |  |  |             |             |             |             |             |             |  |  |                        |                        |                        |                        |                        |                        |  |  |                      |                      |                      |                      |                      |                      |  |  |                      |                      |                      |                      |                      |                      |  |  |                         |                      |                      |                      |                      |                      |  |  |                        |                        |                        |                        |                        |                        |  |  |  |  |
|                  |                  |                  |                  |                  |                  |  |  |                  |                  |                  |                  |                  |                  |  |  |             |             |             |             |             |             |  |  |                        |                        |                        |                        |                        |                        |  |  |                      |                      |                      |                      |                      |                      |  |  | 이문용 차남          |                      |                      |                      |                      |                      |  |  |                         |                      |                      |                      |                      |                      |  |  |                        |                        |                        |                        |                        |                        |  |  |  |  |
|                  |                  |                  |                  |                  |                  |  |  |                  |                  |                  |                  |                  |                  |  |  |             |             |             |             |             |             |  |  |                        |                        |                        |                        |                        |                        |  |  |                      |                      |                      |                      |                      |                      |  |  |                      |                      |                      |                      |                      |                      |  |  |                         |                      |                      |                      |                      |                      |  |  |                        |                        |                        |                        |                        |                        |  |  |  |  |
|                  |                  |                  |                  |                  |                  |  |  |                  |                  |                  |                  |                  |                  |  |  |             |             |             |             |             |             |  |  |                        |                        |                        |                        |                        |                        |  |  |                      |                      |                      |                      |                      |                      |  |  |                      |                      |                      |                      |                      |                      |  |  |                         |                      |                      |                      |                      |                      |  |  |                        |                        |                        |                        |                        |                        |  |  |  |  |
|                  |                  |                  |                  |                  |                  |  |  |                  |                  |                  |                  |                  |                  |  |  |             |             |             |             |             |             |  |  |                        |                        |                        |                        |                        |                        |  |  |                      |                      |                      |                      |                      |                      |  |  | 전주 이씨 장녀       |                      |                      |                      |                      |                      |  |  |                         |                      |                      |                      |                      |                      |  |  |                        |                        |                        |                        |                        |                        |  |  |  |  |
|                  |                  |                  |                  |                  |                  |  |  |                  |                  |                  |                  |                  |                  |  |  |             |             |             |             |             |             |  |  |                        |                        |                        |                        |                        |                        |  |  |                      |                      |                      |                      |                      |                      |  |  |                      |                      |                      |                      |                      |                      |  |  |                         |                      |                      |                      |                      |                      |  |  |                        |                        |                        |                        |                        |                        |  |  |  |  |
|                  |                  |                  |                  |                  |                  |  |  |                  |                  |                  |                  |                  |                  |  |  |             |             |             |             |             |             |  |  |                        |                        |                        |                        |                        |                        |  |  |                      |                      |                      |                      |                      |                      |  |  |                      |                      |                      |                      |                      |                      |  |  |                         |                      |                      |                      |                      |                      |  |  |                        |                        |                        |                        |                        |                        |  |  |  |  |
|                  |                  |                  |                  |                  |                  |  |  |                  |                  |                  |                  |                  |                  |  |  |             |             |             |             |             |             |  |  |                        |                        |                        |                        |                        |                        |  |  |                      |                      |                      |                      |                      |                      |  |  | 김인규               |                      |                      |                      |                      |                      |  |  |                         |                      |                      |                      |                      |                      |  |  |                        |                        |                        |                        |                        |                        |  |  |  |  |
|                  |                  |                  |                  |                  |                  |  |  |                  |                  |                  |                  |                  |                  |  |  |             |             |             |             |             |             |  |  |                        |                        |                        |                        |                        |                        |  |  |                      |                      |                      |                      |                      |                      |  |  |                      |                      |                      |                      |                      |                      |  |  |                         |                      |                      |                      |                      |                      |  |  |                        |                        |                        |                        |                        |                        |  |  |  |  |
|                  |                  |                  |                  |                  |                  |  |  |                  |                  |                  |                  |                  |                  |  |  |             |             |             |             |             |             |  |  |                        |                        |                        |                        |                        |                        |  |  |                      |                      |                      |                      |                      |                      |  |  | 전주 이씨 차녀       |                      |                      |                      |                      |                      |  |  |                         |                      |                      |                      |                      |                      |  |  |                        |                        |                        |                        |                        |                        |  |  |  |  |
|                  |                  |                  |                  |                  |                  |  |  |                  |                  |                  |                  |                  |                  |  |  |             |             |             |             |             |             |  |  |                        |                        |                        |                        |                        |                        |  |  |                      |                      |                      |                      |                      |                      |  |  |                      |                      |                      |                      |                      |                      |  |  |                         |                      |                      |                      |                      |                      |  |  |                        |                        |                        |                        |                        |                        |  |  |  |  |
|                  |                  |                  |                  |                  |                  |  |  |                  |                  |                  |                  |                  |                  |  |  |             |             |             |             |             |             |  |  |                        |                        |                        |                        |                        |                        |  |  |                      |                      |                      |                      |                      |                      |  |  |                      |                      |                      |                      |                      |                      |  |  |                         |                      |                      |                      |                      |                      |  |  |                        |                        |                        |                        |                        |                        |  |  |  |  |
|                  |                  |                  |                  |                  |                  |  |  |                  |                  |                  |                  |                  |                  |  |  |             |             |             |             |             |             |  |  |                        |                        |                        |                        |                        |                        |  |  |                      |                      |                      |                      |                      |                      |  |  | 김두한               |                      |                      |                      |                      |                      |  |  |                         |                      |                      |                      |                      |                      |  |  |                        |                        |                        |                        |                        |                        |  |  |  |  |
|                  |                  |                  |                  |                  |                  |  |  |                  |                  |                  |                  |                  |                  |  |  |             |             |             |             |             |             |  |  |                        |                        |                        |                        |                        |                        |  |  |                      |                      |                      |                      |                      |                      |  |  |                      |                      |                      |                      |                      |                      |  |  |                         |                      |                      |                      |                      |                      |  |  |                        |                        |                        |                        |                        |                        |  |  |  |  |
|                  |                  |                  |                  |                  |                  |  |  |                  |                  |                  |                  |                  |                  |  |  |             |             |             |             |             |             |  |  |                        |                        |                        |                        |                        |                        |  |  |                      |                      |                      |                      |                      |                      |  |  |                      |                      |                      |                      |                      |                      |  |  |                         |                      |                      |                      |                      |                      |  |  |                        |                        |                        |                        |                        |                        |  |  |  |  |
|                  |                  |                  |                  |                  |                  |  |  |                  |                  |                  |                  |                  |                  |  |  |             |             |             |             |             |             |  |  |                        |                        |                        |                        |                        |                        |  |  | 주씨 소실            | 주씨 소실            | 주씨 소실            | 주씨 소실            | 주씨 소실            | 주씨 소실            |  |  | 전주 이씨 삼녀       | 전주 이씨 삼녀       | 전주 이씨 삼녀       | 전주 이씨 삼녀       | 전주 이씨 삼녀       | 전주 이씨 삼녀       |  |  |                         |                      |                      |                      |                      |                      |  |  |                        |                        |                        |                        |                        |                        |  |  |  |  |
|                  |                  |                  |                  |                  |                  |  |  |                  |                  |                  |                  |                  |                  |  |  |             |             |             |             |             |             |  |  |                        |                        |                        |                        |                        |                        |  |  | 주씨 소실            | 주씨 소실            | 주씨 소실            | 주씨 소실            | 주씨 소실            | 주씨 소실            |  |  | 전주 이씨 삼녀       | 전주 이씨 삼녀       | 전주 이씨 삼녀       | 전주 이씨 삼녀       | 전주 이씨 삼녀       | 전주 이씨 삼녀       |  |  |                         |                      |                      |                      |                      |                      |  |  |                        |                        |                        |                        |                        |                        |  |  |  |  |
|                  |                  |                  |                  |                  |                  |  |  |                  |                  |                  |                  |                  |                  |  |  |             |             |             |             |             |             |  |  |                        |                        |                        |                        |                        |                        |  |  |                      |                      |                      |                      |                      |                      |  |  |                      |                      |                      |                      |                      |                      |  |  |                         |                      |                      |                      |                      |                      |  |  |                        |                        |                        |                        |                        |                        |  |  |  |  |
|                  |                  |                  |                  |                  |                  |  |  |                  |                  |                  |                  |                  |                  |  |  |             |             |             |             |             |             |  |  |                        |                        |                        |                        |                        |                        |  |  |                      |                      |                      |                      |                      |                      |  |  | 김규정               |                      |                      |                      |                      |                      |  |  |                         |                      |                      |                      |                      |                      |  |  |                        |                        |                        |                        |                        |                        |  |  |  |  |
|                  |                  |                  |                  |                  |                  |  |  |                  |                  |                  |                  |                  |                  |  |  |             |             |             |             |             |             |  |  |                        |                        |                        |                        |                        |                        |  |  |                      |                      |                      |                      |                      |                      |  |  |                      |                      |                      |                      |                      |                      |  |  |                         |                      |                      |                      |                      |                      |  |  |                        |                        |                        |                        |                        |                        |  |  |  |  |
|                  |                  |                  |                  |                  |                  |  |  |                  |                  |                  |                  |                  |                  |  |  |             |             |             |             |             |             |  |  |                        |                        |                        |                        |                        |                        |  |  |                      |                      |                      |                      |                      |                      |  |  |                      |                      |                      |                      |                      |                      |  |  |                         |                      |                      |                      |                      |                      |  |  |                        |                        |                        |                        |                        |                        |  |  |  |  |
|                  |                  |                  |                  |                  |                  |  |  |                  |                  |                  |                  |                  |                  |  |  |             |             |             |             |             |             |  |  |                        |                        |                        |                        |                        |                        |  |  | 이희 제26대 고종     | 이희 제26대 고종     | 이희 제26대 고종     | 이희 제26대 고종     | 이희 제26대 고종     | 이희 제26대 고종     |  |  | 이척 제27대 순종     | 이척 제27대 순종     | 이척 제27대 순종     | 이척 제27대 순종     | 이척 제27대 순종     | 이척 제27대 순종     |  |  |                         |                      |                      |                      |                      |                      |  |  |                        |                        |                        |                        |                        |                        |  |  |  |  |
|                  |                  |                  |                  |                  |                  |  |  |                  |                  |                  |                  |                  |                  |  |  |             |             |             |             |             |             |  |  |                        |                        |                        |                        |                        |                        |  |  | 이희 제26대 고종     | 이희 제26대 고종     | 이희 제26대 고종     | 이희 제26대 고종     | 이희 제26대 고종     | 이희 제26대 고종     |  |  | 이척 제27대 순종     | 이척 제27대 순종     | 이척 제27대 순종     | 이척 제27대 순종     | 이척 제27대 순종     | 이척 제27대 순종     |  |  |                         |                      |                      |                      |                      |                      |  |  |                        |                        |                        |                        |                        |                        |  |  |  |  |
|                  |                  |                  |                  |                  |                  |  |  |                  |                  |                  |                  |                  |                  |  |  |             |             |             |             |             |             |  |  |                        |                        |                        |                        |                        |                        |  |  |                      |                      |                      |                      |                      |                      |  |  |                      |                      |                      |                      |                      |                      |  |  |                         |                      |                      |                      |                      |                      |  |  |                        |                        |                        |                        |                        |                        |  |  |  |  |
|                  |                  |                  |                  |                  |                  |  |  |                  |                  |                  |                  |                  |                  |  |  |             |             |             |             |             |             |  |  |                        |                        |                        |                        |                        |                        |  |  |                      |                      |                      |                      |                      |                      |  |  |                      |                      |                      |                      |                      |                      |  |  |                         |                      |                      |                      |                      |                      |  |  |                        |                        |                        |                        |                        |                        |  |  |  |  |
|                  |                  |                  |                  |                  |                  |  |  |                  |                  |                  |                  |                  |                  |  |  |             |             |             |             |             |             |  |  |                        |                        |                        |                        |                        |                        |  |  | 여흥 민씨 명성황후   | 여흥 민씨 명성황후   | 여흥 민씨 명성황후   | 여흥 민씨 명성황후   | 여흥 민씨 명성황후   | 여흥 민씨 명성황후   |  |  | 여흥 민씨 순명효황후 | 여흥 민씨 순명효황후 | 여흥 민씨 순명효황후 | 여흥 민씨 순명효황후 | 여흥 민씨 순명효황후 | 여흥 민씨 순명효황후 |  |  |                         |                      |                      |                      |                      |                      |  |  |                        |                        |                        |                        |                        |                        |  |  |  |  |
|                  |                  |                  |                  |                  |                  |  |  |                  |                  |                  |                  |                  |                  |  |  |             |             |             |             |             |             |  |  |                        |                        |                        |                        |                        |                        |  |  | 여흥 민씨 명성황후   | 여흥 민씨 명성황후   | 여흥 민씨 명성황후   | 여흥 민씨 명성황후   | 여흥 민씨 명성황후   | 여흥 민씨 명성황후   |  |  | 여흥 민씨 순명효황후 | 여흥 민씨 순명효황후 | 여흥 민씨 순명효황후 | 여흥 민씨 순명효황후 | 여흥 민씨 순명효황후 | 여흥 민씨 순명효황후 |  |  |                         |                      |                      |                      |                      |                      |  |  |                        |                        |                        |                        |                        |                        |  |  |  |  |
|                  |                  |                  |                  |                  |                  |  |  |                  |                  |                  |                  |                  |                  |  |  |             |             |             |             |             |             |  |  |                        |                        |                        |                        |                        |                        |  |  |                      |                      |                      |                      |                      |                      |  |  | 해평 윤씨 순정효황후 |                      |                      |                      |                      |                      |  |  |                         |                      |                      |                      |                      |                      |  |  |                        |                        |                        |                        |                        |                        |  |  |  |  |
|                  |                  |                  |                  |                  |                  |  |  |                  |                  |                  |                  |                  |                  |  |  |             |             |             |             |             |             |  |  |                        |                        |                        |                        |                        |                        |  |  |                      |                      |                      |                      |                      |                      |  |  |                      |                      |                      |                      |                      |                      |  |  |                         |                      |                      |                      |                      |                      |  |  |                        |                        |                        |                        |                        |                        |  |  |  |  |
|                  |                  |                  |                  |                  |                  |  |  |                  |                  |                  |                  |                  |                  |  |  |             |             |             |             |             |             |  |  |                        |                        |                        |                        |                        |                        |  |  |                      |                      |                      |                      |                      |                      |  |  |                      |                      |                      |                      |                      |                      |  |  |                         |                      |                      |                      |                      |                      |  |  |                        |                        |                        |                        |                        |                        |  |  |  |  |
|                  |                  |                  |                  |                  |                  |  |  |                  |                  |                  |                  |                  |                  |  |  |             |             |             |             |             |             |  |  |                        |                        |                        |                        |                        |                        |  |  | 영월 엄씨 순헌황귀비 | 영월 엄씨 순헌황귀비 | 영월 엄씨 순헌황귀비 | 영월 엄씨 순헌황귀비 | 영월 엄씨 순헌황귀비 | 영월 엄씨 순헌황귀비 |  |  | 이은 의민태자        | 이은 의민태자        | 이은 의민태자        | 이은 의민태자        | 이은 의민태자        | 이은 의민태자        |  |  | 이진 장남               | 이진 장남            | 이진 장남            | 이진 장남            | 이진 장남            | 이진 장남            |  |  |                        |                        |                        |                        |                        |                        |  |  |  |  |
|                  |                  |                  |                  |                  |                  |  |  |                  |                  |                  |                  |                  |                  |  |  |             |             |             |             |             |             |  |  |                        |                        |                        |                        |                        |                        |  |  | 영월 엄씨 순헌황귀비 | 영월 엄씨 순헌황귀비 | 영월 엄씨 순헌황귀비 | 영월 엄씨 순헌황귀비 | 영월 엄씨 순헌황귀비 | 영월 엄씨 순헌황귀비 |  |  | 이은 의민태자        | 이은 의민태자        | 이은 의민태자        | 이은 의민태자        | 이은 의민태자        | 이은 의민태자        |  |  | 이진 장남               | 이진 장남            | 이진 장남            | 이진 장남            | 이진 장남            | 이진 장남            |  |  |                        |                        |                        |                        |                        |                        |  |  |  |  |
|                  |                  |                  |                  |                  |                  |  |  |                  |                  |                  |                  |                  |                  |  |  |             |             |             |             |             |             |  |  |                        |                        |                        |                        |                        |                        |  |  |                      |                      |                      |                      |                      |                      |  |  |                      |                      |                      |                      |                      |                      |  |  |                         |                      |                      |                      |                      |                      |  |  |                        |                        |                        |                        |                        |                        |  |  |  |  |
|                  |                  |                  |                  |                  |                  |  |  |                  |                  |                  |                  |                  |                  |  |  |             |             |             |             |             |             |  |  |                        |                        |                        |                        |                        |                        |  |  |                      |                      |                      |                      |                      |                      |  |  |                      |                      |                      |                      |                      |                      |  |  |                         |                      |                      |                      |                      |                      |  |  |                        |                        |                        |                        |                        |                        |  |  |  |  |
|                  |                  |                  |                  |                  |                  |  |  |                  |                  |                  |                  |                  |                  |  |  |             |             |             |             |             |             |  |  |                        |                        |                        |                        |                        |                        |  |  |                      |                      |                      |                      |                      |                      |  |  | 마사코 의민태자비    | 마사코 의민태자비    | 마사코 의민태자비    | 마사코 의민태자비    | 마사코 의민태자비    | 마사코 의민태자비    |  |  | 이구 차남               | 이구 차남            | 이구 차남            | 이구 차남            | 이구 차남            | 이구 차남            |  |  | 이원 의친왕 9남의 장남 | 이원 의친왕 9남의 장남 | 이원 의친왕 9남의 장남 | 이원 의친왕 9남의 장남 | 이원 의친왕 9남의 장남 | 이원 의친왕 9남의 장남 |  |  |  |  |
|                  |                  |                  |                  |                  |                  |  |  |                  |                  |                  |                  |                  |                  |  |  |             |             |             |             |             |             |  |  |                        |                        |                        |                        |                        |                        |  |  |                      |                      |                      |                      |                      |                      |  |  | 마사코 의민태자비    | 마사코 의민태자비    | 마사코 의민태자비    | 마사코 의민태자비    | 마사코 의민태자비    | 마사코 의민태자비    |  |  | 이구 차남               | 이구 차남            | 이구 차남            | 이구 차남            | 이구 차남            | 이구 차남            |  |  | 이원 의친왕 9남의 장남 | 이원 의친왕 9남의 장남 | 이원 의친왕 9남의 장남 | 이원 의친왕 9남의 장남 | 이원 의친왕 9남의 장남 | 이원 의친왕 9남의 장남 |  |  |  |  |
|                  |                  |                  |                  |                  |                  |  |  |                  |                  |                  |                  |                  |                  |  |  |             |             |             |             |             |             |  |  |                        |                        |                        |                        |                        |                        |  |  |                      |                      |                      |                      |                      |                      |  |  |                      |                      |                      |                      |                      |                      |  |  |                         |                      |                      |                      |                      |                      |  |  |                        |                        |                        |                        |                        |                        |  |  |  |  |
|                  |                  |                  |                  |                  |                  |  |  |                  |                  |                  |                  |                  |                  |  |  |             |             |             |             |             |             |  |  |                        |                        |                        |                        |                        |                        |  |  |                      |                      |                      |                      |                      |                      |  |  |                      |                      |                      |                      |                      |                      |  |  | 줄리아 멀록 1982년 이혼 |                      |                      |                      |                      |                      |  |  |                        |                        |                        |                        |                        |                        |  |  |  |  |
|                  |                  |                  |                  |                  |                  |  |  |                  |                  |                  |                  |                  |                  |  |  |             |             |             |             |             |             |  |  |                        |                        |                        |                        |                        |                        |  |  |                      |                      |                      |                      |                      |                      |  |  |                      |                      |                      |                      |                      |                      |  |  |                         |                      |                      |                      |                      |                      |  |  |                        |                        |                        |                        |                        |                        |  |  |  |  |
|                  |                  |                  |                  |                  |                  |  |  |                  |                  |                  |                  |                  |                  |  |  |             |             |             |             |             |             |  |  |                        |                        |                        |                        |                        |                        |  |  |                      |                      |                      |                      |                      |                      |  |  |                      |                      |                      |                      |                      |                      |  |  |                         |                      |                      |                      |                      |                      |  |  |                        |                        |                        |                        |                        |                        |  |  |  |  |
|                  |                  |                  |                  |                  |                  |  |  |                  |                  |                  |                  |                  |                  |  |  |             |             |             |             |             |             |  |  |                        |                        |                        |                        |                        |                        |  |  | 경주 이씨 귀인       | 경주 이씨 귀인       | 경주 이씨 귀인       | 경주 이씨 귀인       | 경주 이씨 귀인       | 경주 이씨 귀인       |  |  | 이선 완친왕          | 이선 완친왕          | 이선 완친왕          | 이선 완친왕          | 이선 완친왕          | 이선 완친왕          |  |  |                         |                      |                      |                      |                      |                      |  |  |                        |                        |                        |                        |                        |                        |  |  |  |  |
|                  |                  |                  |                  |                  |                  |  |  |                  |                  |                  |                  |                  |                  |  |  |             |             |             |             |             |             |  |  |                        |                        |                        |                        |                        |                        |  |  | 경주 이씨 귀인       | 경주 이씨 귀인       | 경주 이씨 귀인       | 경주 이씨 귀인       | 경주 이씨 귀인       | 경주 이씨 귀인       |  |  | 이선 완친왕          | 이선 완친왕          | 이선 완친왕          | 이선 완친왕          | 이선 완친왕          | 이선 완친왕          |  |  |                         |                      |                      |                      |                      |                      |  |  |                        |                        |                        |                        |                        |                        |  |  |  |  |
|                  |                  |                  |                  |                  |                  |  |  |                  |                  |                  |                  |                  |                  |  |  |             |             |             |             |             |             |  |  |                        |                        |                        |                        |                        |                        |  |  |                      |                      |                      |                      |                      |                      |  |  |                      |                      |                      |                      |                      |                      |  |  |                         |                      |                      |                      |                      |                      |  |  |                        |                        |                        |                        |                        |                        |  |  |  |  |
|                  |                  |                  |                  |                  |                  |  |  |                  |                  |                  |                  |                  |                  |  |  |             |             |             |             |             |             |  |  |                        |                        |                        |                        |                        |                        |  |  |                      |                      |                      |                      |                      |                      |  |  |                      |                      |                      |                      |                      |                      |  |  |                         |                      |                      |                      |                      |                      |  |  |                        |                        |                        |                        |                        |                        |  |  |  |  |
|                  |                  |                  |                  |                  |                  |  |  |                  |                  |                  |                  |                  |                  |  |  |             |             |             |             |             |             |  |  |                        |                        |                        |                        |                        |                        |  |  | 덕수 장씨 귀인       | 덕수 장씨 귀인       | 덕수 장씨 귀인       | 덕수 장씨 귀인       | 덕수 장씨 귀인       | 덕수 장씨 귀인       |  |  | 이강 의친왕          | 이강 의친왕          | 이강 의친왕          | 이강 의친왕          | 이강 의친왕          | 이강 의친왕          |  |  |                         |                      |                      |                      |                      |                      |  |  |                        |                        |                        |                        |                        |                        |  |  |  |  |
|                  |                  |                  |                  |                  |                  |  |  |                  |                  |                  |                  |                  |                  |  |  |             |             |             |             |             |             |  |  |                        |                        |                        |                        |                        |                        |  |  | 덕수 장씨 귀인       | 덕수 장씨 귀인       | 덕수 장씨 귀인       | 덕수 장씨 귀인       | 덕수 장씨 귀인       | 덕수 장씨 귀인       |  |  | 이강 의친왕          | 이강 의친왕          | 이강 의친왕          | 이강 의친왕          | 이강 의친왕          | 이강 의친왕          |  |  |                         |                      |                      |                      |                      |                      |  |  |                        |                        |                        |                        |                        |                        |  |  |  |  |
|                  |                  |                  |                  |                  |                  |  |  |                  |                  |                  |                  |                  |                  |  |  |             |             |             |             |             |             |  |  |                        |                        |                        |                        |                        |                        |  |  |                      |                      |                      |                      |                      |                      |  |  |                      |                      |                      |                      |                      |                      |  |  |                         |                      |                      |                      |                      |                      |  |  |                        |                        |                        |                        |                        |                        |  |  |  |  |
|                  |                  |                  |                  |                  |                  |  |  |                  |                  |                  |                  |                  |                  |  |  |             |             |             |             |             |             |  |  |                        |                        |                        |                        |                        |                        |  |  |                      |                      |                      |                      |                      |                      |  |  | 연안 김씨 의친왕비   |                      |                      |                      |                      |                      |  |  |                         |                      |                      |                      |                      |                      |  |  |                        |                        |                        |                        |                        |                        |  |  |  |  |
|                  |                  |                  |                  |                  |                  |  |  |                  |                  |                  |                  |                  |                  |  |  |             |             |             |             |             |             |  |  |                        |                        |                        |                        |                        |                        |  |  |                      |                      |                      |                      |                      |                      |  |  |                      |                      |                      |                      |                      |                      |  |  |                         |                      |                      |                      |                      |                      |  |  |                        |                        |                        |                        |                        |                        |  |  |  |  |
|                  |                  |                  |                  |                  |                  |  |  |                  |                  |                  |                  |                  |                  |  |  |             |             |             |             |             |             |  |  |                        |                        |                        |                        |                        |                        |  |  |                      |                      |                      |                      |                      |                      |  |  |                      |                      |                      |                      |                      |                      |  |  |                         |                      |                      |                      |                      |                      |  |  |                        |                        |                        |                        |                        |                        |  |  |  |  |
|                  |                  |                  |                  |                  |                  |  |  |                  |                  |                  |                  |                  |                  |  |  |             |             |             |             |             |             |  |  |                        |                        |                        |                        |                        |                        |  |  |                      |                      |                      |                      |                      |                      |  |  | 수관당 정씨 측실     | 수관당 정씨 측실     | 수관당 정씨 측실     | 수관당 정씨 측실     | 수관당 정씨 측실     | 수관당 정씨 측실     |  |  | 이건 장남               | 이건 장남            | 이건 장남            | 이건 장남            | 이건 장남            | 이건 장남            |  |  | 이충 장남              | 이충 장남              | 이충 장남              | 이충 장남              | 이충 장남              | 이충 장남              |  |  |  |  |
|                  |                  |                  |                  |                  |                  |  |  |                  |                  |                  |                  |                  |                  |  |  |             |             |             |             |             |             |  |  |                        |                        |                        |                        |                        |                        |  |  |                      |                      |                      |                      |                      |                      |  |  | 수관당 정씨 측실     | 수관당 정씨 측실     | 수관당 정씨 측실     | 수관당 정씨 측실     | 수관당 정씨 측실     | 수관당 정씨 측실     |  |  | 이건 장남               | 이건 장남            | 이건 장남            | 이건 장남            | 이건 장남            | 이건 장남            |  |  | 이충 장남              | 이충 장남              | 이충 장남              | 이충 장남              | 이충 장남              | 이충 장남              |  |  |  |  |
|                  |                  |                  |                  |                  |                  |  |  |                  |                  |                  |                  |                  |                  |  |  |             |             |             |             |             |             |  |  |                        |                        |                        |                        |                        |                        |  |  |                      |                      |                      |                      |                      |                      |  |  |                      |                      |                      |                      |                      |                      |  |  |                         |                      |                      |                      |                      |                      |  |  |                        |                        |                        |                        |                        |                        |  |  |  |  |
|                  |                  |                  |                  |                  |                  |  |  |                  |                  |                  |                  |                  |                  |  |  |             |             |             |             |             |             |  |  |                        |                        |                        |                        |                        |                        |  |  |                      |                      |                      |                      |                      |                      |  |  |                      |                      |                      |                      |                      |                      |  |  |                         |                      |                      |                      |                      |                      |  |  |                        |                        |                        |                        |                        |                        |  |  |  |  |
|                  |                  |                  |                  |                  |                  |  |  |                  |                  |                  |                  |                  |                  |  |  |             |             |             |             |             |             |  |  |                        |                        |                        |                        |                        |                        |  |  |                      |                      |                      |                      |                      |                      |  |  |                      |                      |                      |                      |                      |                      |  |  | 요시코 1951년 이혼      | 요시코 1951년 이혼   | 요시코 1951년 이혼   | 요시코 1951년 이혼   | 요시코 1951년 이혼   | 요시코 1951년 이혼   |  |  | 이옥자 장녀            | 이옥자 장녀            | 이옥자 장녀            | 이옥자 장녀            | 이옥자 장녀            | 이옥자 장녀            |  |  |  |  |
|                  |                  |                  |                  |                  |                  |  |  |                  |                  |                  |                  |                  |                  |  |  |             |             |             |             |             |             |  |  |                        |                        |                        |                        |                        |                        |  |  |                      |                      |                      |                      |                      |                      |  |  |                      |                      |                      |                      |                      |                      |  |  | 요시코 1951년 이혼      | 요시코 1951년 이혼   | 요시코 1951년 이혼   | 요시코 1951년 이혼   | 요시코 1951년 이혼   | 요시코 1951년 이혼   |  |  | 이옥자 장녀            | 이옥자 장녀            | 이옥자 장녀            | 이옥자 장녀            | 이옥자 장녀            | 이옥자 장녀            |  |  |  |  |
|                  |                  |                  |                  |                  |                  |  |  |                  |                  |                  |                  |                  |                  |  |  |             |             |             |             |             |             |  |  |                        |                        |                        |                        |                        |                        |  |  |                      |                      |                      |                      |                      |                      |  |  |                      |                      |                      |                      |                      |                      |  |  |                         |                      |                      |                      |                      |                      |  |  |                        |                        |                        |                        |                        |                        |  |  |  |  |
|                  |                  |                  |                  |                  |                  |  |  |                  |                  |                  |                  |                  |                  |  |  |             |             |             |             |             |             |  |  |                        |                        |                        |                        |                        |                        |  |  |                      |                      |                      |                      |                      |                      |  |  |                      |                      |                      |                      |                      |                      |  |  |                         |                      |                      |                      |                      |                      |  |  | 이기 차남              |                        |                        |                        |                        |                        |  |  |  |  |
|                  |                  |                  |                  |                  |                  |  |  |                  |                  |                  |                  |                  |                  |  |  |             |             |             |             |             |             |  |  |                        |                        |                        |                        |                        |                        |  |  |                      |                      |                      |                      |                      |                      |  |  |                      |                      |                      |                      |                      |                      |  |  |                         |                      |                      |                      |                      |                      |  |  |                        |                        |                        |                        |                        |                        |  |  |  |  |
|                  |                  |                  |                  |                  |                  |  |  |                  |                  |                  |                  |                  |                  |  |  |             |             |             |             |             |             |  |  |                        |                        |                        |                        |                        |                        |  |  |                      |                      |                      |                      |                      |                      |  |  |                      |                      |                      |                      |                      |                      |  |  |                         |                      |                      |                      |                      |                      |  |  |                        |                        |                        |                        |                        |                        |  |  |  |  |
|                  |                  |                  |                  |                  |                  |  |  |                  |                  |                  |                  |                  |                  |  |  |             |             |             |             |             |             |  |  |                        |                        |                        |                        |                        |                        |  |  |                      |                      |                      |                      |                      |                      |  |  |                      |                      |                      |                      |                      |                      |  |  |                         |                      |                      |                      |                      |                      |  |  |                        |                        |                        |                        |                        |                        |  |  |  |  |
|                  |                  |                  |                  |                  |                  |  |  |                  |                  |                  |                  |                  |                  |  |  |             |             |             |             |             |             |  |  |                        |                        |                        |                        |                        |                        |  |  |                      |                      |                      |                      |                      |                      |  |  | 함개봉 측실          | 함개봉 측실          | 함개봉 측실          | 함개봉 측실          | 함개봉 측실          | 함개봉 측실          |  |  | 이갑 9남                | 이갑 9남             | 이갑 9남             | 이갑 9남             | 이갑 9남             | 이갑 9남             |  |  |                        |                        |                        |                        |                        |                        |  |  |  |  |
|                  |                  |                  |                  |                  |                  |  |  |                  |                  |                  |                  |                  |                  |  |  |             |             |             |             |             |             |  |  |                        |                        |                        |                        |                        |                        |  |  |                      |                      |                      |                      |                      |                      |  |  | 함개봉 측실          | 함개봉 측실          | 함개봉 측실          | 함개봉 측실          | 함개봉 측실          | 함개봉 측실          |  |  | 이갑 9남                | 이갑 9남             | 이갑 9남             | 이갑 9남             | 이갑 9남             | 이갑 9남             |  |  |                        |                        |                        |                        |                        |                        |  |  |  |  |
|                  |                  |                  |                  |                  |                  |  |  |                  |                  |                  |                  |                  |                  |  |  |             |             |             |             |             |             |  |  |                        |                        |                        |                        |                        |                        |  |  |                      |                      |                      |                      |                      |                      |  |  |                      |                      |                      |                      |                      |                      |  |  |                         |                      |                      |                      |                      |                      |  |  |                        |                        |                        |                        |                        |                        |  |  |  |  |
|                  |                  |                  |                  |                  |                  |  |  |                  |                  |                  |                  |                  |                  |  |  |             |             |             |             |             |             |  |  |                        |                        |                        |                        |                        |                        |  |  |                      |                      |                      |                      |                      |                      |  |  |                      |                      |                      |                      |                      |                      |  |  |                         |                      |                      |                      |                      |                      |  |  |                        |                        |                        |                        |                        |                        |  |  |  |  |
|                  |                  |                  |                  |                  |                  |  |  |                  |                  |                  |                  |                  |                  |  |  |             |             |             |             |             |             |  |  |                        |                        |                        |                        |                        |                        |  |  | 청주 양씨 귀인       | 청주 양씨 귀인       | 청주 양씨 귀인       | 청주 양씨 귀인       | 청주 양씨 귀인       | 청주 양씨 귀인       |  |  | 이덕혜 덕혜옹주      | 이덕혜 덕혜옹주      | 이덕혜 덕혜옹주      | 이덕혜 덕혜옹주      | 이덕혜 덕혜옹주      | 이덕혜 덕혜옹주      |  |  | 소 마사에               | 소 마사에            | 소 마사에            | 소 마사에            | 소 마사에            | 소 마사에            |  |  |                        |                        |                        |                        |                        |                        |  |  |  |  |
|                  |                  |                  |                  |                  |                  |  |  |                  |                  |                  |                  |                  |                  |  |  |             |             |             |             |             |             |  |  |                        |                        |                        |                        |                        |                        |  |  | 청주 양씨 귀인       | 청주 양씨 귀인       | 청주 양씨 귀인       | 청주 양씨 귀인       | 청주 양씨 귀인       | 청주 양씨 귀인       |  |  | 이덕혜 덕혜옹주      | 이덕혜 덕혜옹주      | 이덕혜 덕혜옹주      | 이덕혜 덕혜옹주      | 이덕혜 덕혜옹주      | 이덕혜 덕혜옹주      |  |  | 소 마사에               | 소 마사에            | 소 마사에            | 소 마사에            | 소 마사에            | 소 마사에            |  |  |                        |                        |                        |                        |                        |                        |  |  |  |  |
|                  |                  |                  |                  |                  |                  |  |  |                  |                  |                  |                  |                  |                  |  |  |             |             |             |             |             |             |  |  |                        |                        |                        |                        |                        |                        |  |  |                      |                      |                      |                      |                      |                      |  |  |                      |                      |                      |                      |                      |                      |  |  |                         |                      |                      |                      |                      |                      |  |  |                        |                        |                        |                        |                        |                        |  |  |  |  |
|                  |                  |                  |                  |                  |                  |  |  |                  |                  |                  |                  |                  |                  |  |  |             |             |             |             |             |             |  |  |                        |                        |                        |                        |                        |                        |  |  |                      |                      |                      |                      |                      |                      |  |  |                      |                      |                      |                      |                      |                      |  |  |                         |                      |                      |                      |                      |                      |  |  |                        |                        |                        |                        |                        |                        |  |  |  |  |
|                  |                  |                  |                  |                  |                  |  |  |                  |                  |                  |                  |                  |                  |  |  |             |             |             |             |             |             |  |  |                        |                        |                        |                        |                        |                        |  |  |                      |                      |                      |                      |                      |                      |  |  | 소 다케유키 백작     |                      |                      |                      |                      |                      |  |  |                         |                      |                      |                      |                      |                      |  |  |                        |                        |                        |                        |                        |                        |  |  |  |  |
|                  |                  |                  |                  |                  |                  |  |  |                  |                  |                  |                  |                  |                  |  |  |             |             |             |             |             |             |  |  |                        |                        |                        |                        |                        |                        |  |  |                      |                      |                      |                      |                      |                      |  |  |                      |                      |                      |                      |                      |                      |  |  |                         |                      |                      |                      |                      |                      |  |  |                        |                        |                        |                        |                        |                        |  |  |  |  |
|                  |                  |                  |                  |                  |                  |  |  |                  |                  |                  |                  |                  |                  |  |  |             |             |             |             |             |             |  |  |                        |                        |                        |                        |                        |                        |  |  | 전주 이씨 장녀       |                      |                      |                      |                      |                      |  |  |                      |                      |                      |                      |                      |                      |  |  |                         |                      |                      |                      |                      |                      |  |  |                        |                        |                        |                        |                        |                        |  |  |  |  |
|                  |                  |                  |                  |                  |                  |  |  |                  |                  |                  |                  |                  |                  |  |  |             |             |             |             |             |             |  |  |                        |                        |                        |                        |                        |                        |  |  |                      |                      |                      |                      |                      |                      |  |  |                      |                      |                      |                      |                      |                      |  |  |                         |                      |                      |                      |                      |                      |  |  |                        |                        |                        |                        |                        |                        |  |  |  |  |
|                  |                  |                  |                  |                  |                  |  |  |                  |                  |                  |                  |                  |                  |  |  |             |             |             |             |             |             |  |  |                        |                        |                        |                        |                        |                        |  |  |                      |                      |                      |                      |                      |                      |  |  |                      |                      |                      |                      |                      |                      |  |  |                         |                      |                      |                      |                      |                      |  |  |                        |                        |                        |                        |                        |                        |  |  |  |  |
|                  |                  |                  |                  |                  |                  |  |  |                  |                  |                  |                  |                  |                  |  |  |             |             |             |             |             |             |  |  |                        |                        |                        |                        |                        |                        |  |  | 조경호               |                      |                      |                      |                      |                      |  |  |                      |                      |                      |                      |                      |                      |  |  |                         |                      |                      |                      |                      |                      |  |  |                        |                        |                        |                        |                        |                        |  |  |  |  |
|                  |                  |                  |                  |                  |                  |  |  |                  |                  |                  |                  |                  |                  |  |  |             |             |             |             |             |             |  |  |                        |                        |                        |                        |                        |                        |  |  |                      |                      |                      |                      |                      |                      |  |  |                      |                      |                      |                      |                      |                      |  |  |                         |                      |                      |                      |                      |                      |  |  |                        |                        |                        |                        |                        |                        |  |  |  |  |
|                  |                  |                  |                  |                  |                  |  |  |                  |                  |                  |                  |                  |                  |  |  |             |             |             |             |             |             |  |  |                        |                        |                        |                        |                        |                        |  |  | 전주 이씨 삼녀       |                      |                      |                      |                      |                      |  |  |                      |                      |                      |                      |                      |                      |  |  |                         |                      |                      |                      |                      |                      |  |  |                        |                        |                        |                        |                        |                        |  |  |  |  |
|                  |                  |                  |                  |                  |                  |  |  |                  |                  |                  |                  |                  |                  |  |  |             |             |             |             |             |             |  |  |                        |                        |                        |                        |                        |                        |  |  |                      |                      |                      |                      |                      |                      |  |  |                      |                      |                      |                      |                      |                      |  |  |                         |                      |                      |                      |                      |                      |  |  |                        |                        |                        |                        |                        |                        |  |  |  |  |
|                  |                  |                  |                  |                  |                  |  |  |                  |                  |                  |                  |                  |                  |  |  |             |             |             |             |             |             |  |  |                        |                        |                        |                        |                        |                        |  |  |                      |                      |                      |                      |                      |                      |  |  |                      |                      |                      |                      |                      |                      |  |  |                         |                      |                      |                      |                      |                      |  |  |                        |                        |                        |                        |                        |                        |  |  |  |  |
|                  |                  |                  |                  |                  |                  |  |  |                  |                  |                  |                  |                  |                  |  |  |             |             |             |             |             |             |  |  |                        |                        |                        |                        |                        |                        |  |  | 조정구               |                      |                      |                      |                      |                      |  |  |                      |                      |                      |                      |                      |                      |  |  |                         |                      |                      |                      |                      |                      |  |  |                        |                        |                        |                        |                        |                        |  |  |  |  |
|                  |                  |                  |                  |                  |                  |  |  |                  |                  |                  |                  |                  |                  |  |  |             |             |             |             |             |             |  |  |                        |                        |                        |                        |                        |                        |  |  |                      |                      |                      |                      |                      |                      |  |  |                      |                      |                      |                      |                      |                      |  |  |                         |                      |                      |                      |                      |                      |  |  |                        |                        |                        |                        |                        |                        |  |  |  |  |
|                  |                  |                  |                  |                  |                  |  |  |                  |                  |                  |                  |                  |                  |  |  |             |             |             |             |             |             |  |  |                        |                        |                        |                        |                        |                        |  |  |                      |                      |                      |                      |                      |                      |  |  |                      |                      |                      |                      |                      |                      |  |  |                         |                      |                      |                      |                      |                      |  |  |                        |                        |                        |                        |                        |                        |  |  |  |  |
|                  |                  |                  |                  |                  |                  |  |  |                  |                  |                  |                  |                  |                  |  |  |             |             |             |             |             |             |  |  | 계성월 소실            | 계성월 소실            | 계성월 소실            | 계성월 소실            | 계성월 소실            | 계성월 소실            |  |  | 이재선 완은군        | 이재선 완은군        | 이재선 완은군        | 이재선 완은군        | 이재선 완은군        | 이재선 완은군        |  |  | 이주용               | 이주용               | 이주용               | 이주용               | 이주용               | 이주용               |  |  |                         |                      |                      |                      |                      |                      |  |  |                        |                        |                        |                        |                        |                        |  |  |  |  |
|                  |                  |                  |                  |                  |                  |  |  |                  |                  |                  |                  |                  |                  |  |  |             |             |             |             |             |             |  |  | 계성월 소실            | 계성월 소실            | 계성월 소실            | 계성월 소실            | 계성월 소실            | 계성월 소실            |  |  | 이재선 완은군        | 이재선 완은군        | 이재선 완은군        | 이재선 완은군        | 이재선 완은군        | 이재선 완은군        |  |  | 이주용               | 이주용               | 이주용               | 이주용               | 이주용               | 이주용               |  |  |                         |                      |                      |                      |                      |                      |  |  |                        |                        |                        |                        |                        |                        |  |  |  |  |
|                  |                  |                  |                  |                  |                  |  |  |                  |                  |                  |                  |                  |                  |  |  |             |             |             |             |             |             |  |  |                        |                        |                        |                        |                        |                        |  |  |                      |                      |                      |                      |                      |                      |  |  |                      |                      |                      |                      |                      |                      |  |  |                         |                      |                      |                      |                      |                      |  |  |                        |                        |                        |                        |                        |                        |  |  |  |  |
|                  |                  |                  |                  |                  |                  |  |  |                  |                  |                  |                  |                  |                  |  |  |             |             |             |             |             |             |  |  |                        |                        |                        |                        |                        |                        |  |  | 전주 이씨 차녀       |                      |                      |                      |                      |                      |  |  |                      |                      |                      |                      |                      |                      |  |  |                         |                      |                      |                      |                      |                      |  |  |                        |                        |                        |                        |                        |                        |  |  |  |  |
|                  |                  |                  |                  |                  |                  |  |  |                  |                  |                  |                  |                  |                  |  |  |             |             |             |             |             |             |  |  |                        |                        |                        |                        |                        |                        |  |  |                      |                      |                      |                      |                      |                      |  |  |                      |                      |                      |                      |                      |                      |  |  |                         |                      |                      |                      |                      |                      |  |  |                        |                        |                        |                        |                        |                        |  |  |  |  |
|                  |                  |                  |                  |                  |                  |  |  |                  |                  |                  |                  |                  |                  |  |  |             |             |             |             |             |             |  |  |                        |                        |                        |                        |                        |                        |  |  |                      |                      |                      |                      |                      |                      |  |  |                      |                      |                      |                      |                      |                      |  |  |                         |                      |                      |                      |                      |                      |  |  |                        |                        |                        |                        |                        |                        |  |  |  |  |
|                  |                  |                  |                  |                  |                  |  |  |                  |                  |                  |                  |                  |                  |  |  |             |             |             |             |             |             |  |  |                        |                        |                        |                        |                        |                        |  |  | 이윤용 남작          |                      |                      |                      |                      |                      |  |  |                      |                      |                      |                      |                      |                      |  |  |                         |                      |                      |                      |                      |                      |  |  |                        |                        |                        |                        |                        |                        |  |  |  |  |

## 관련 작품
- 드라마 《왕조의 세월》 (1990년, 배우: 홍요섭)
- 연극 《운현궁 오라버니》, 남산예술센터, 2009년 12월 4일 ~ 12월 13일.
- 영화 《덕혜옹주》 (2016년, 배우: 고수)

## 같이 보기
| - 운현궁 - 사동궁 - 흥선대원군 - 흥친왕 - 의친왕 - 이준용 - 의민태자 - 이건 - 박영효 | - 박찬주 - 이청 - 이종 - 이진완 - 왕공족 - 일본 육군사관학교 - 일본 육군대학교 - 야스쿠니 신사 - 흥원 |

## 참고 문헌
| - 《순종실록 부록》 - 《매일신보》 - 《경성일보》 - 《경향신문》 - 《동아일보》 - 《오마이뉴스》 - 《주간동아》 - 《중앙일보》 - 《한겨레21》 - 《헤럴드경제》 - 《관보》, 일본 대장성 인쇄국 - 《李熹公系第參世李鍝公族譜》, 이왕직(1940년) - 《人事興信録 第11版》, 人事興信所(1937), 人事興信所 | - 《人事興信録 第13版》, 人事興信所(1941), 人事興信所 - 《昭和史の天皇 4》, 読売新聞社(1968), 読売新聞社 - 《비극의 군인들》, 이기동(1982), 일조각, ISBN 2005563002056 - 《풍운의 한말 역사 산책》, 류시원(1996년), 한국문원, ISBN 8986095289 - 《운현궁 양관 실측조사보고서》, 문화재청(2002), 문화재청 - 《제국의 후예들》, 정범준(2006년), 황소자리. ISBN 8991508189 - 《일제하 일본의 조선 왕실에 대한 인식과 이왕직의 운영》, 이승우(2007년), 동아대 대학원 석사학위논문 - 《흥선대원군과 운현궁 사람들》, 서울역사박물관(2007년) - 《친일반민족행위진상규명 보고서 3-1》, 친일반민족행위진상규명위원회(2009), 친일반민족행위진상규명위원회 - 《역사비평》 91호, 2010년 여름호 - 《조선의 마지막 황태자 영친왕》, 김을한(2010년), 페이퍼로드. ISBN 8992920458 - 《대일본제국붕괴》, 가토 기요후미(2010), 바오. ISBN 8991428088 - 《운현궁 생활유물Ⅸ》, 서울역사박물관 유물관리과(2011), 서울역사박물관 유물관리과 - 〈일본 자료로 보는 이우 공 전하의 생애〉, 요코타 모토코(2015년 6월), 《아시아민족조형학보》 15. |